# Maschere italiane

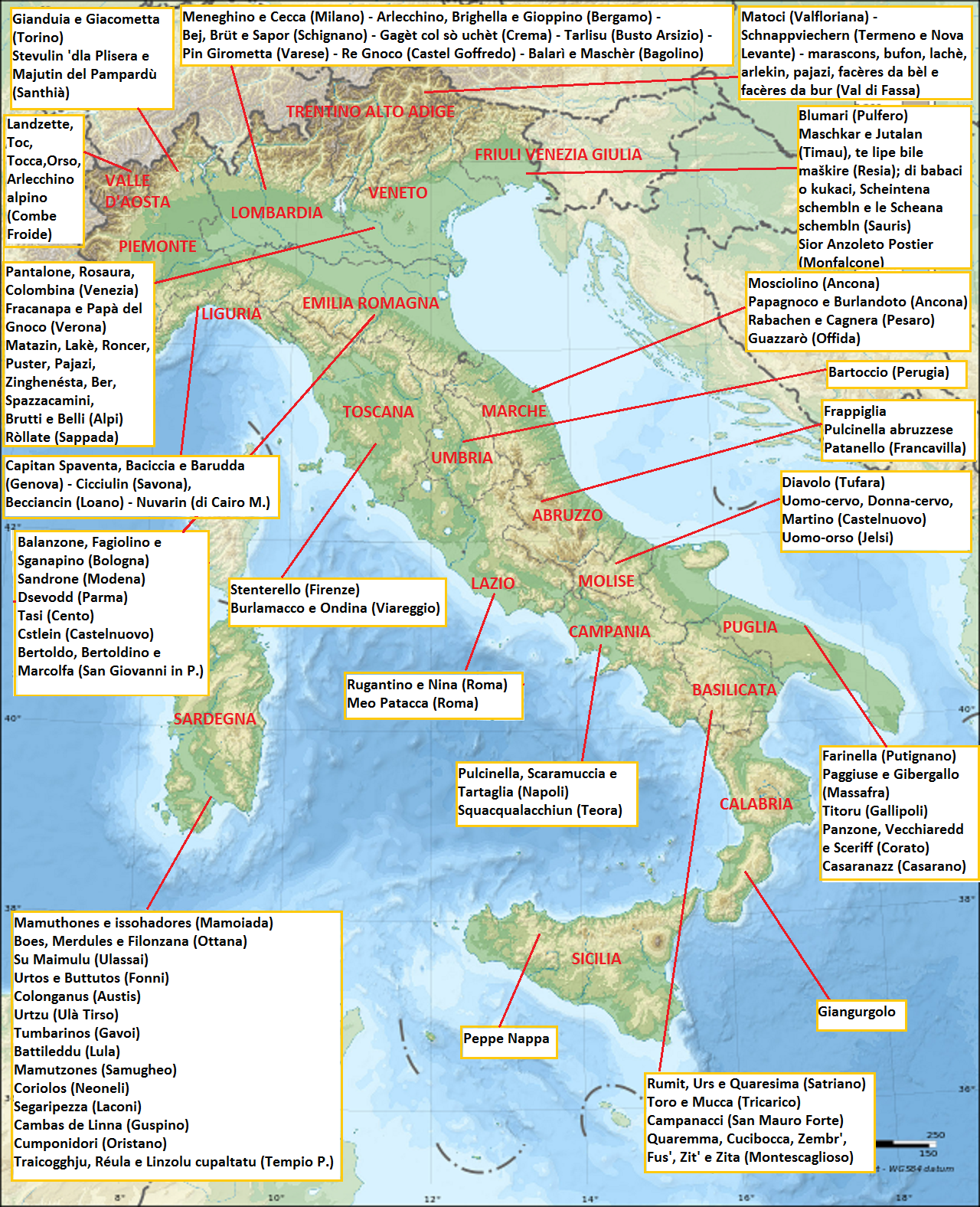
Alcune maschere di Carnevale in Italia

L'Italia è ricca di maschere regionali di Carnevale, di origine diversa: sono nate dal teatro dei burattini, dalla Commedia dell'arte, da tradizioni arcaiche, oppure sono state ideate appositamente come simboli dei festeggiamenti carnevaleschi di varie città.
È generalmente accettato che le maschere, il rumore, il colore e il clamore avessero avuto in origine lo scopo di scacciare le forze delle tenebre e l'inverno, e di aprire la strada per l'arrivo della primavera.

## Regioni e maschere di Carnevale

### Abruzzo
In Abruzzo la maschera ufficiale della regione è Frappiglia, che riuscì ad ingannare persino il diavolo, ma che ancora porta i segni del suo viaggio all'inferno. Si deve ricordare anche Patanello, di Francavilla al mare.
A Castiglione Messer Marino c'è la coloratissima maschera de "Lu Pulcinella".

### Basilicata
La Basilicata ha maschere legate alle tradizioni arcaiche e contadine, a volte legate al personaggio dell'uomo selvatico. Le zoomorfe maschere del Toro e della Mucca compaiono durante il Carnevale di Tricarico. Tipici del Carnevale di Satriano sono i particolarissimi Rumit, sorta di alberi semoventi che provengono dai boschi e invadono il paese, l'Urs e la Quaresima. I Campanacci caratterizzano invece il carnevale di San Mauro Forte e il carnevale di Montescaglioso. In quest'ultimo centro fra le tante maschere si ricordano anche la quaremma, il cucibocca,  u' zembr, u' fus’ (o "la parca") e ’u zit’ e ’a zita. A Lavello la maschera tipica è "Pett’la ‘ngôule", mentre la tradizione vuole che i gruppi siano mascherati con il Domino, di colore preferibilmente nero come vuole la tradizione e come testimoniano antichi testi scritti, ma usato anche di colore rosso o blu.
La maschera ufficiale della città di Potenza è "Sarachella", un ragazzo povero ma che affronta la vita con allegria, è magro come una sarda (da qui il nome).
Va in giro con le pantofole al posto delle scarpe, abiti consumati e l'immancabile treccia di peperoncini piccanti per i vicoli di Potenza. Irriverente, sempre con la risposta pronta, conosce i fatti di tutti ed è innamorato della bella Rusinella.

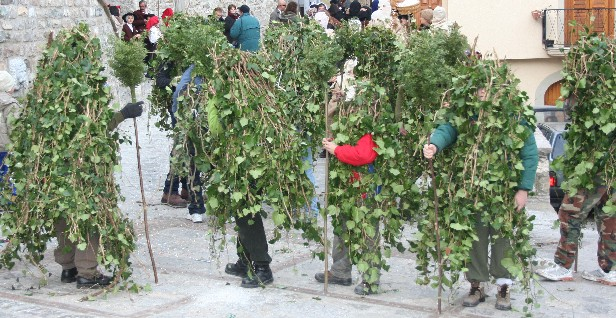
Rumit'
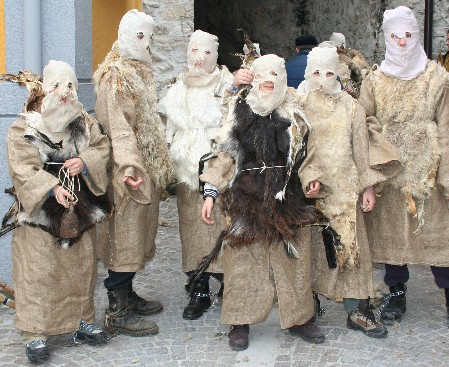
Urs
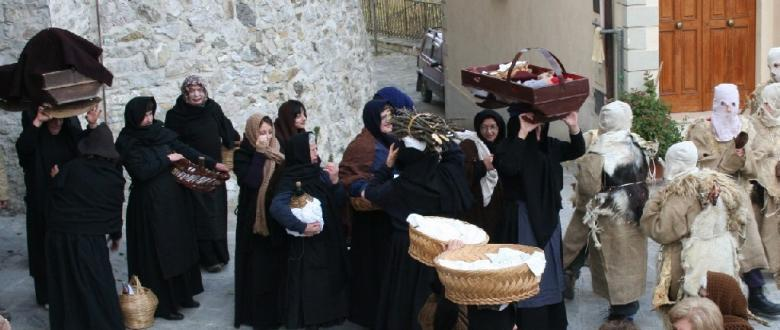
Quares'm
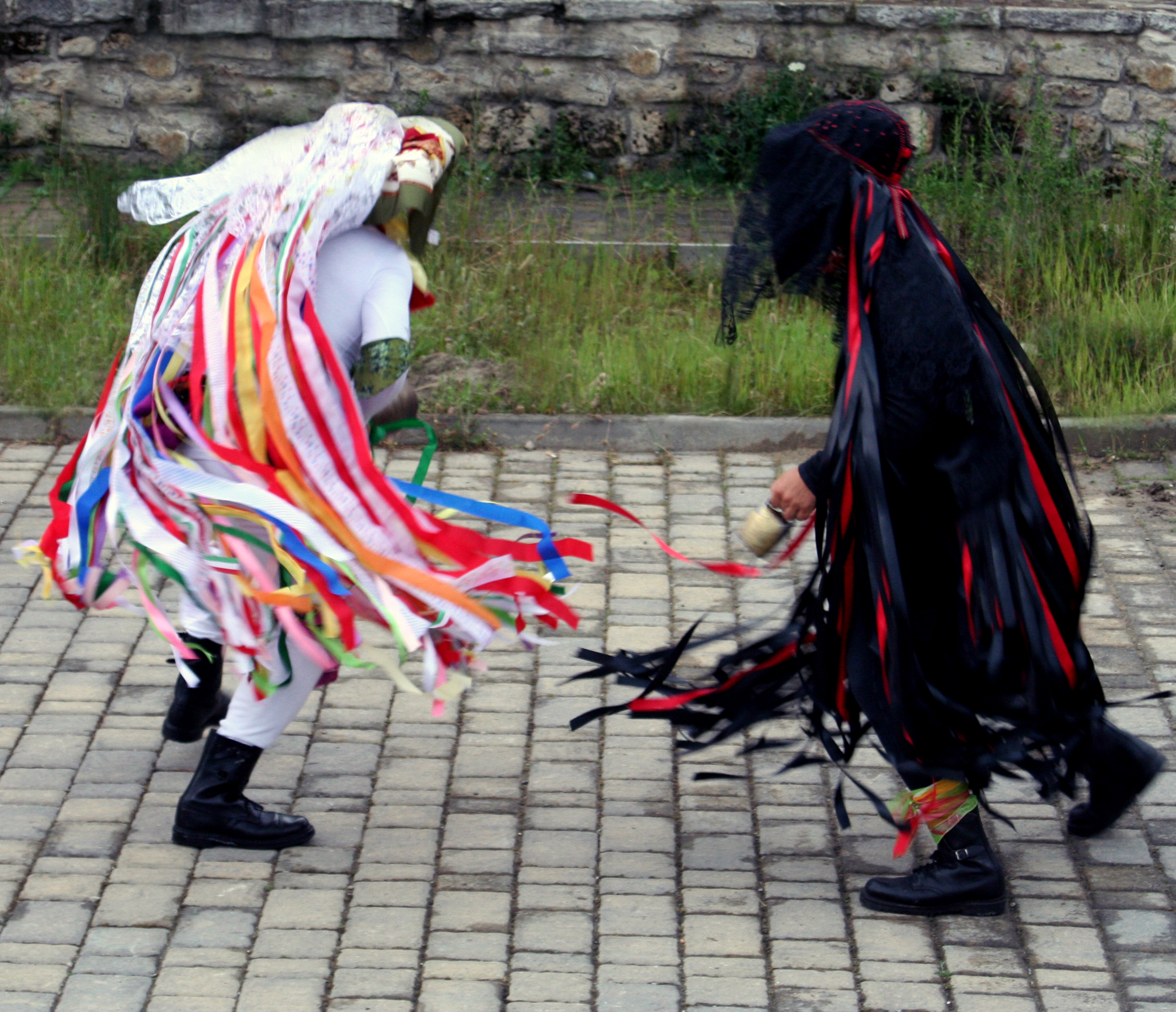
Mucca e Toro
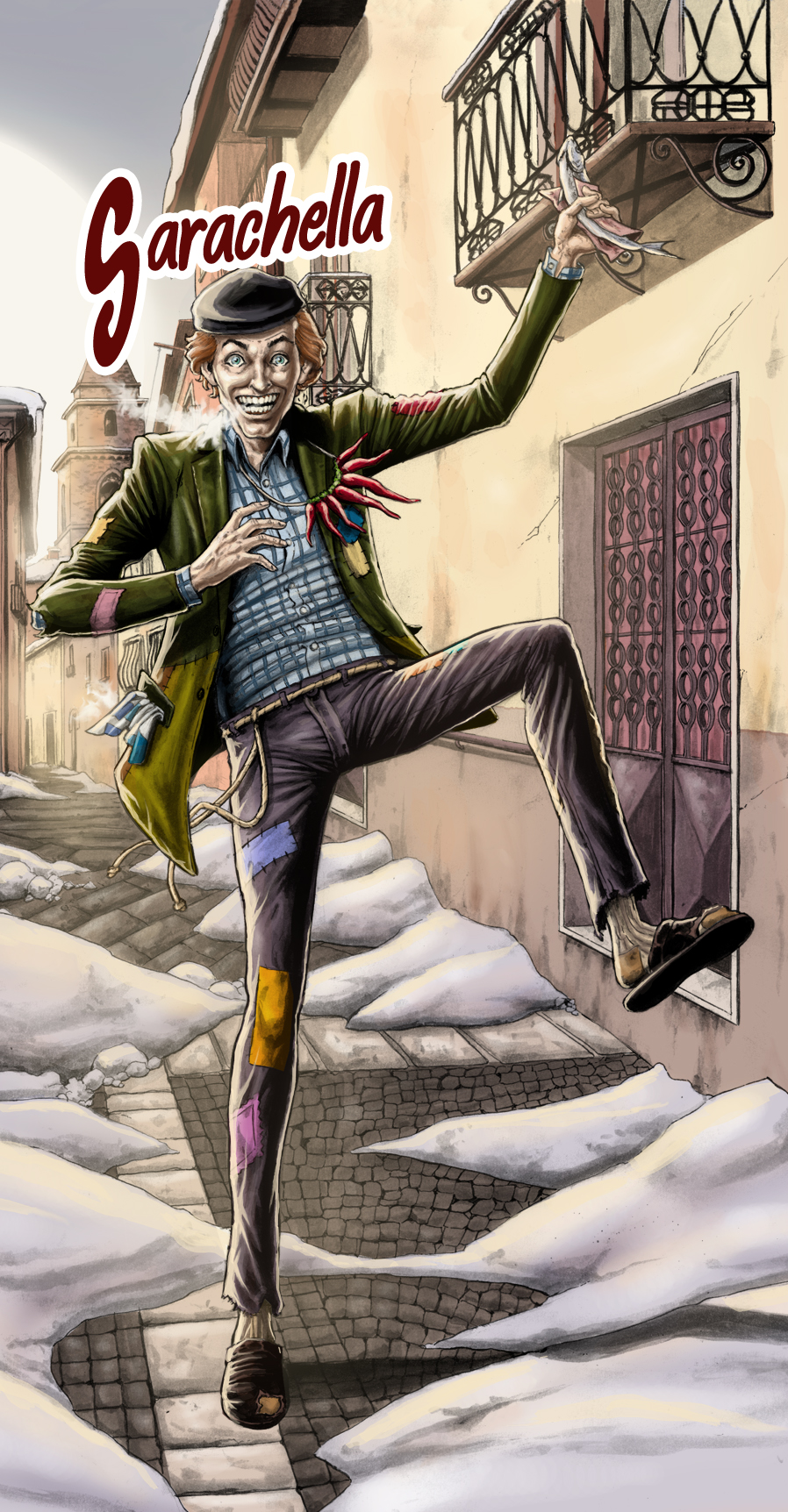
Sarachella

### Calabria
In Calabria la maschera è Giangurgolo, che da una parte mette in ridicolo le persone che imitavano i cavalieri siciliani "spagnoleggianti", ma che ha anche tratti diversi, legati a una leggenda catanzarese. In essa lotta coraggiosamente contro l'occupazione spagnola e viaggia con un carrozzone da teatro col quale, insieme ad alcuni suoi amici, propone spettacoli satirici incitando il popolo alla rivolta. È una maschera della Commedia dell'arte.

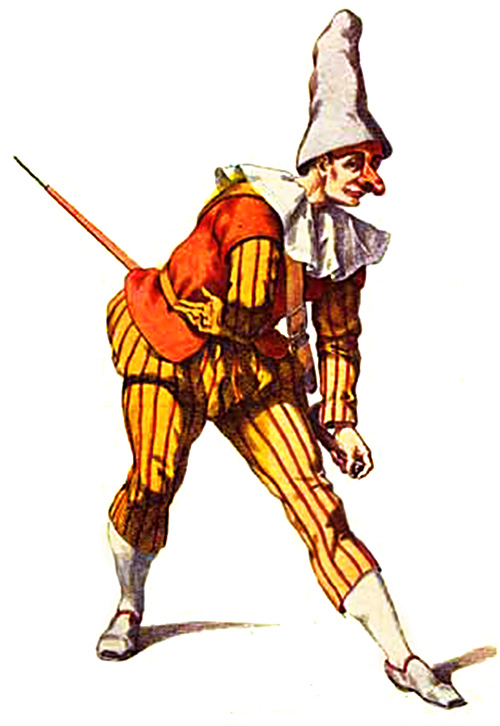
Giangurgolo

Un'altra pittoresca maschera calabrese è "U Zupinu" (o Zupini plur.) La maschera du Zupinu è allocata nell'Alto Tirreno Cosentino, precisamente nella cittadina di Cetraro e paesi limitrofi, in particolare nelle aree rurali. U Zupinu è una maschera molto popolare, infatti non ha vestito di ricorrenza, ma si veste di panni di fortuna, roba vecchia e larga, spesso lenzuola o coperte, berretti, passamontagna o foulard per coprire il viso. U Zupinu è la vera essenza del Carnevale; ama fare festa, ha un appetito pantagruelico e adora il buon vino, difatti u Zupino è sempre brillo. È un personaggio dispettoso e irriverente. Quando un gruppo di persone si riunisce per andare a fare i Zupini si organizza in modo ben preciso; nel gruppo è necessaria la presenza di un suonatore di organetto spesso coadiuvato da un suonatore di tamburello (in assenza, il tamburello può essere sostituito da due cucchiai, suonati come le nacchere tra mani e coscia, oppure da una bottiglia di vetro vuota sulla quale si lascia tintinnare una chiave lunga scheletrata). Altre figure importanti del gruppo dei Zupini sono gli stornellatori. Gli stornelli calabresi, cantati al ritmo di tarantella, sono anche detti "canzoni di dispetto" in quanto lo scopo è quello di vincere una gara a chi riesce a mettere in rima più offese degli altri (antesignani dei rapper americani).  Nell'Alto Tirreno Cosentino il periodo di Carnevale coincide con la prima stagionatura dei salumi (salsiccia e soppressata) ecco perché ad un membro del gruppo viene affidato lo "spito", ovvero uno spiedo di ferro o di legno di circa un metro di lunghezza, ad un altro membro del gruppo viene affidato un cestino (panaro) per raccogliere le uova e ad un altro ancora un'anfora (gummulu) o, in tempi più moderni una bottiglia o un bidone di plastica. Ad ogni stazione della processione di Carnevale si aggiunge un pezzo di salsiccia allo spito, un uovo al panaro e un po' di vino al gummulo, ma contestualmente, in ogni casa visitata, si beve e si mangia. Le case sono scelte, normalmente,  tra un ristretto gruppo di persone amiche o conoscenti, infatti durate la prima parte della visita il padrone di casa (spesso in vestaglia) cerca di individuare i componenti del gruppo travestiti da Zupini nonostante le voci abilmente camuffate. Difatti, tutta l'allegra spedizione ha due scopi fondamentali; il primo è quello di girovagare per le case a notte fonda portando in processione il pupazzo di carnevale cantando e suonando in modo da svegliare le persone, il secondo scopo è quello di raggranellare cibo e vino in modo da farne scorta per poi consumare il bottino tutti insieme in una casa prescelta. Alla fine del corteo funebre il fantoccio viene bruciato, dopodiché si inizia la parte conviviale durante la quale si cucina la frittata con la salsiccia e si beve il vino fino all'alba.

### Campania
In Campania c'è la maschera napoletana di Pulcinella che è simbolo ovunque del carnevale italiano, insieme ad Arlecchino. Impersona il carattere napoletano in tutti i suoi aspetti, positivi e negativi. Dalla Commedia dell'arte Pulcinella è passato al teatro dei burattini, di cui è diventato uno dei personaggi più importanti, archetipo di vitalità, anti-eroe ribelle e irriverente, alle prese con le contrarietà del quotidiano. Alcuni fanno risalire le sue origini all'Atellana, genere di commedia della Campania preromana poi diffusasi anche a Roma.
Sono campane anche le maschere di Tartaglia, di Scaramuccia, Coviello e Don Annibale Farsa Carnevalesca di Eboli, anch'esse maschere della Commedia dell'arte, e la maschera del Carnevale di Sarno, Alesio. Tipici del carnevale di Teora sono gli squacqualacchiun.

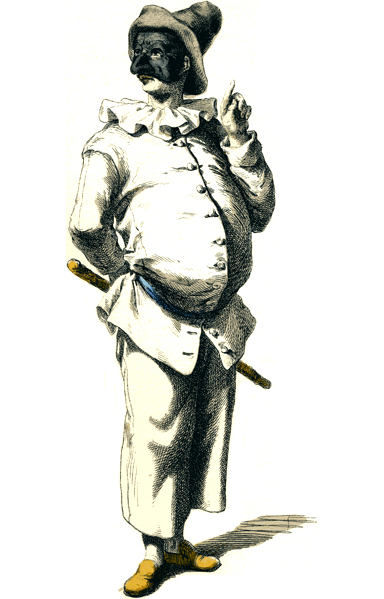
Pulcinella
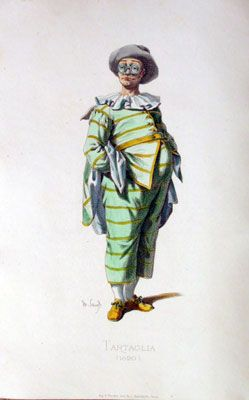
Tartaglia
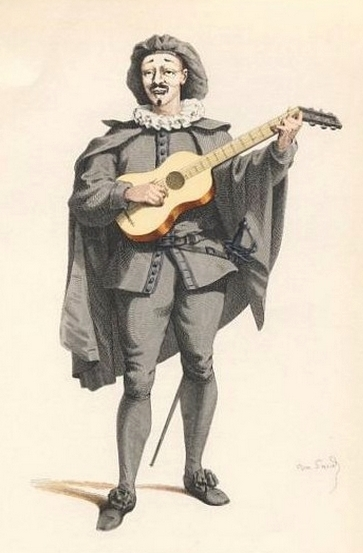
Scaramuccia
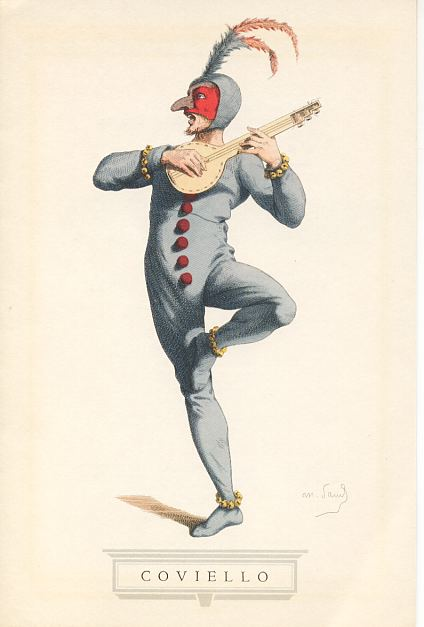
Coviello

### Emilia-Romagna
La maschera più celebre dell'Emilia-Romagna, che ha preso forma nella Commedia dell'arte, è quella bolognese del dottor Balanzone, dottore in legge saccente e presuntuoso. Sono del capoluogo regionale anche maschere originarie del teatro dei burattini: Fagiolino, servitore arguto e intraprendente, sua moglie Brisabella, il suo amico Sganapino, pavido e ingenuo, e Flemma. Della provincia di Bologna sono invece Bertoldo, capace di rispondere solo per le rime e di salvarsi dagli impicci con imbrogli e buffonate, suo figlio Bertoldino e sua moglie la Marcolfa, provenienti da San Giovanni in Persiceto, oltre a Barbaspèn di Pieve di Cento. 
A Cento, nel Ferrarese, è nato Tasi. 
A Bondeno di Ferrara la maschera è: Al Capirissim (tuttologo ogniscente) 
Di Modena sono Sandrone con la moglie Pulonia e il figlio Sgorghìguelo, di Mirandola (MO) è Mirandolina, (protagonista della commedia La locandiera di Carlo Goldoni) accompagnata dalla corte del Principato di Franciacorta.
A Piacenza le maschere erano quattro: Vigion, caricatura dei piacentini dell'Appennino, Tulein Cücalla, ciabattino della città, e le rispettive mogli, Cesira e Lureinsa. Le sfilate carnevalesche dell'Appennino piacentino erano guidate da una maschera dalle sembianze disarmoniche e sgraziate, detta U brüttu (Il Brutto) o A Bestra (La Bestia)
La maschera tipica di Parma è Al Dsèvod (L'Insipido): vestito con un abito a quadri gialli e blu, rappresenta un servitore della signoria locale.. 
Di Castelnuovo di Sotto (RE) il Cstlein.

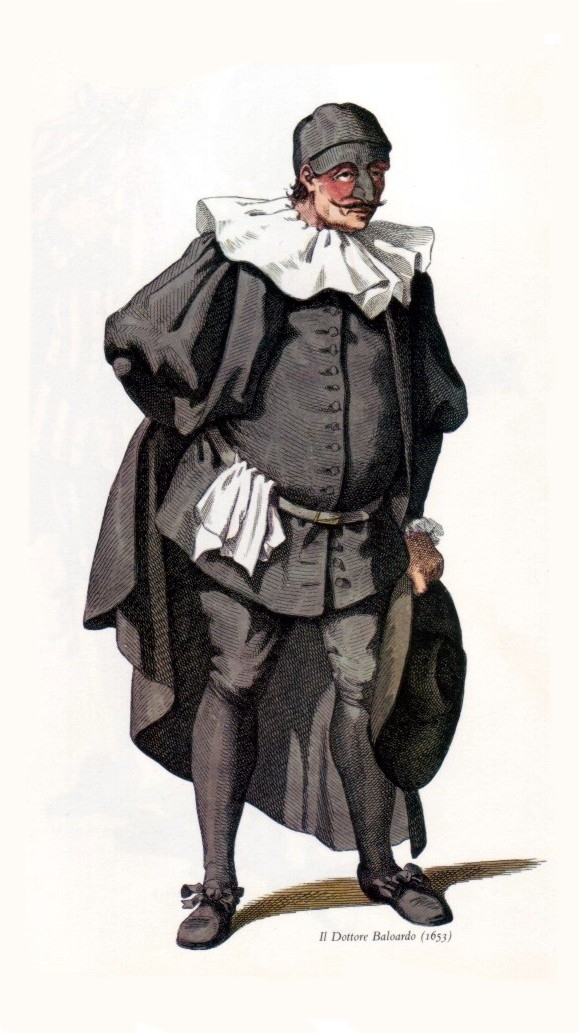
Dottor Balanzone
Al Dsevod

### Friuli-Venezia Giulia
In Friuli-Venezia Giulia sono tipici della regione i carnevali alpini, con le maschere dei Blumari (a Pulfero), i Maschkar e gli Jutalan (a Timau), te lipe bile maškire (“belle maschere”, a Resia); di Sauris sono i demoniaci babaci o kukaci, le Scheintena schembln e le Scheana schembln. Diffusa in tutto il Friuli è la figura del pust. Passando alla zona giuliana si ricorda la maschera tipica di Monfalcone: il Sior Anzoleto Postier.

### Lazio
Maschera romanesca nota in tutta Italia che è Rugantino, che ha avuto varie evoluzioni e che impersona il romano tipico; originariamente era un burattino. Ha ispirato una notissima commedia musicale; a lui si affiancano Nina e Meo Patacca, originari del teatro popolare. Tutte e tre le maschere, ma anche il napoletano Pulcinella e il generale Mannaggia La Rocca sono maschere tipiche del carnevale di Roma, un tempo evento irrinunciabile del Grand Tour che i giovani viaggiatori europei effettuavano in Italia. Una maschera ciociara è quella del Bravante, un brigante spavaldo, spaccone e furbo ideato dall'artista Gian Carlo Riccardi. 

Rugantino
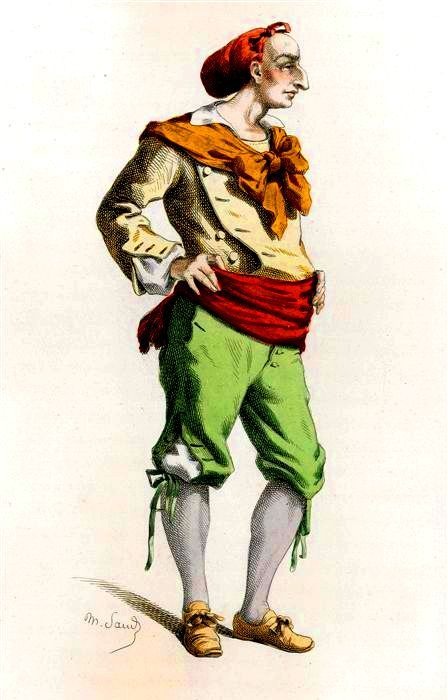
Meo Patacca
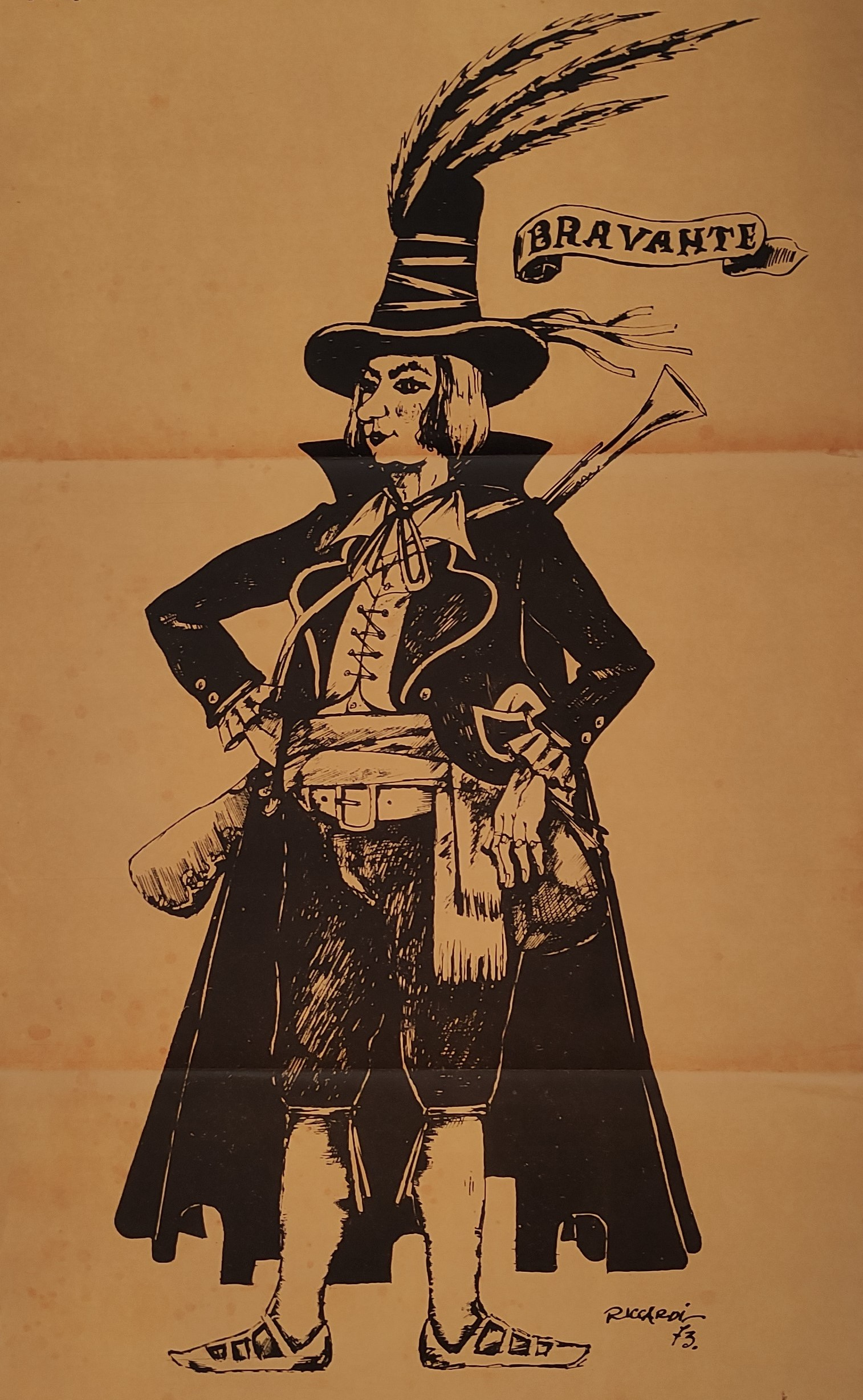
Bravante

### Liguria
In genere si riferisce alla Liguria la maschera di Capitan Spaventa, della Commedia dell'arte, ma sono tipiche anche le maschere genovesi di Baciccia della Radiccia e del suo fidato amico Barudda, nati come burattini. Altre importanti maschere regionali sono Cicciolin (di Savona), Becciancìn (di Loano), Nuvarìn (di Cairo Montenotte) e Bacì l'Inciaštru (di Pieve di Teco).

### Lombardia
Meneghino, maschera della Commedia dell'arte, è il simbolo notissimo di Milano; è accompagnato da sua moglie Cecca di Berlinghitt. Beltrame è un'altra maschera milanese, di origine più antica.
La Lombardia è inoltre patria del celebre Arlecchino, simbolo, insieme al napoletano Pulcinella, del carnevale italiano; come Brighella, è una maschera proveniente dalla Commedia dell'arte e originario di Bergamo.
Si devono citare anche i bej (belli), i brutt (brutti) e il Sapor (un uomo selvatico) di Schignano, Gioppino, di Bergamo, il Gagèt col sò uchèt, di Crema, Tarlisu, dal 1983 maschera di Busto Arsizio, e (dal 1956) Pin Girometta, di Varese. Tipico del carnevale di Castel Goffredo dal 1872 è Re Gnocco, mentre i balarì e i maschèr caratterizzano il carnevale di Bagolino.

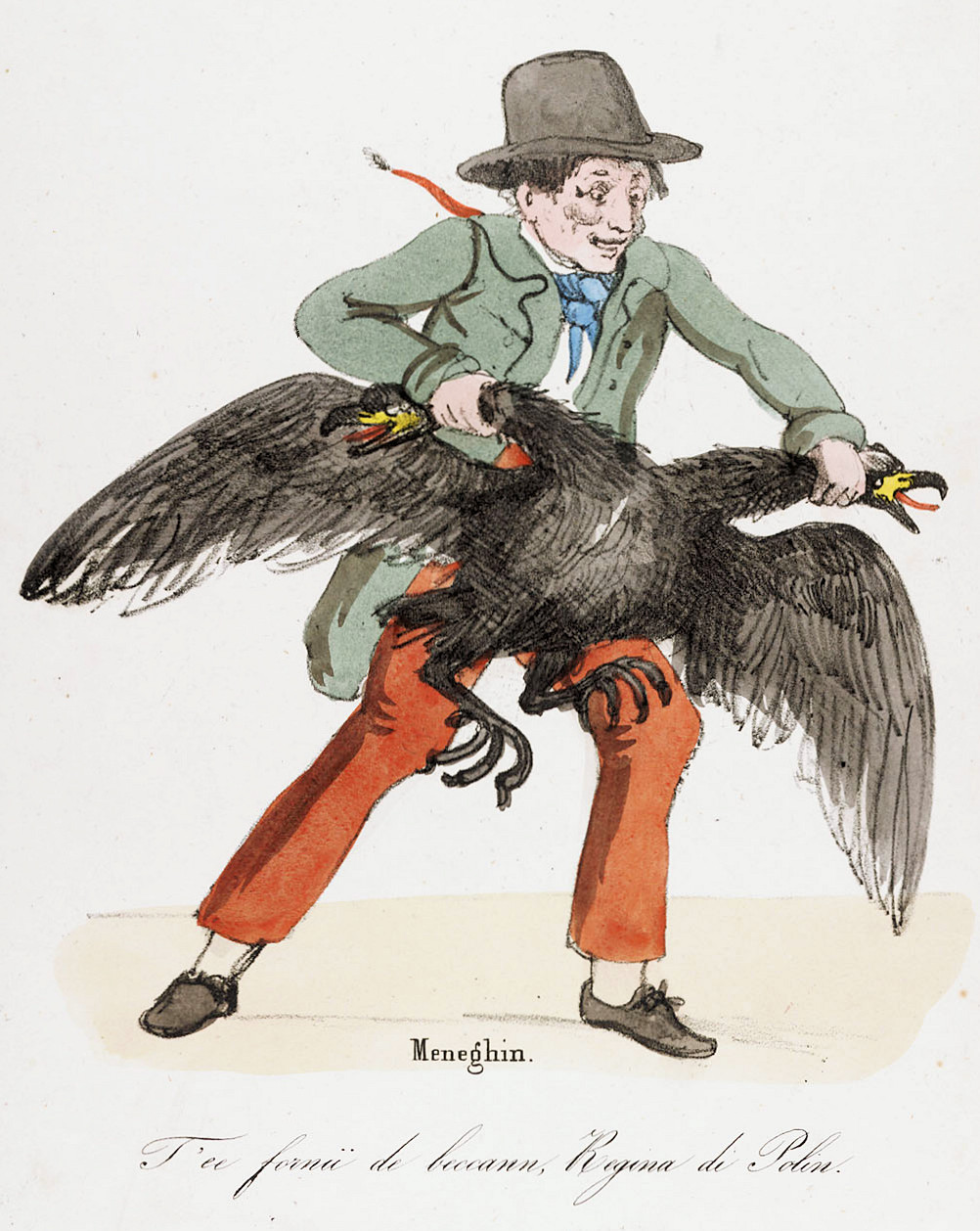
Meneghino
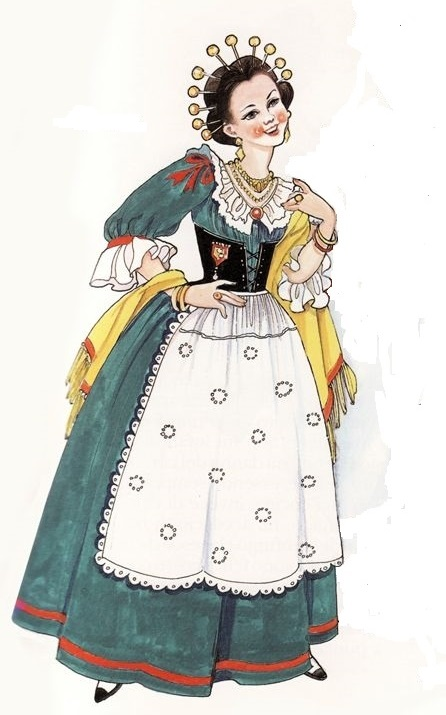
Cecca
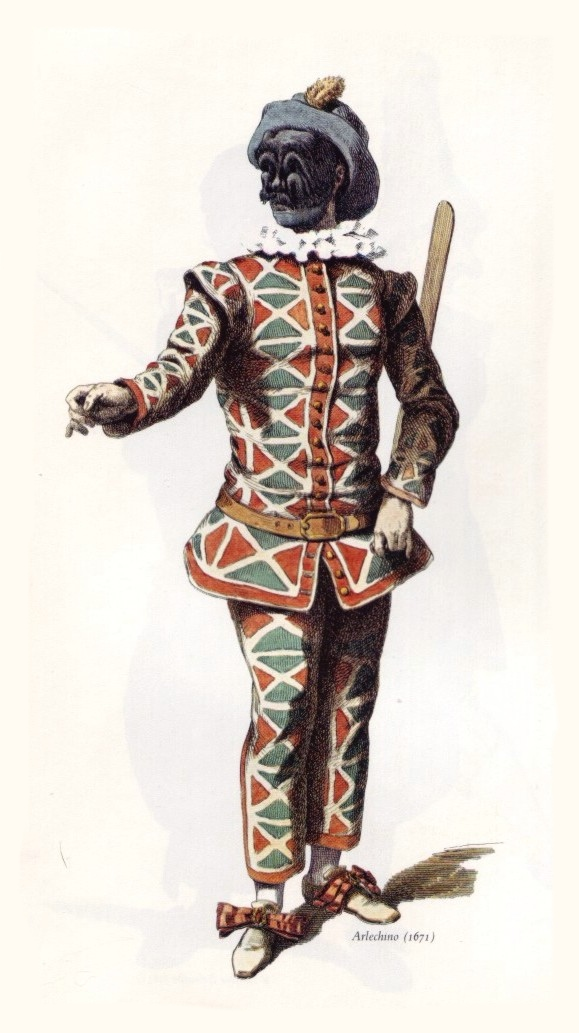
Arlecchino
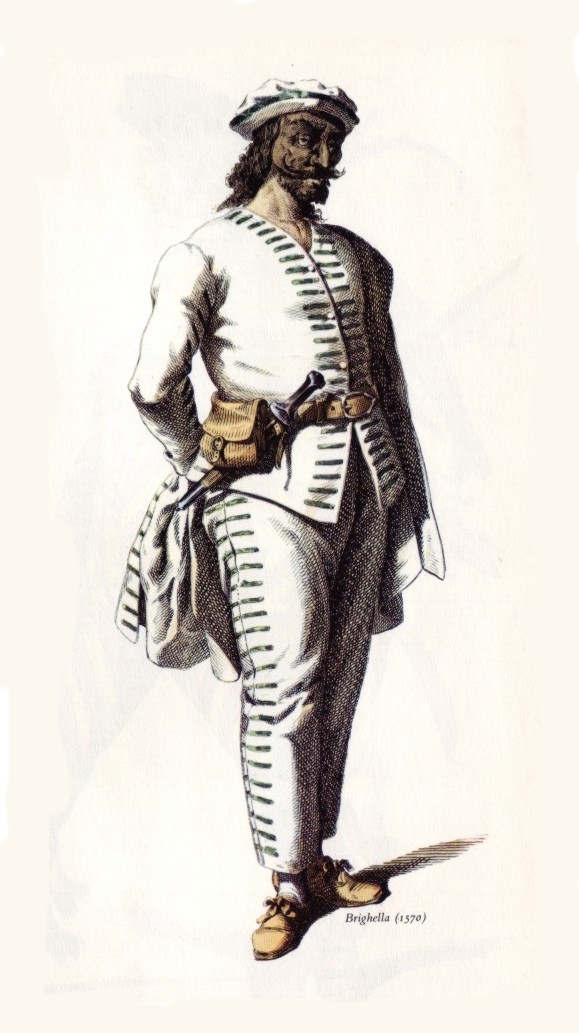
Brighella
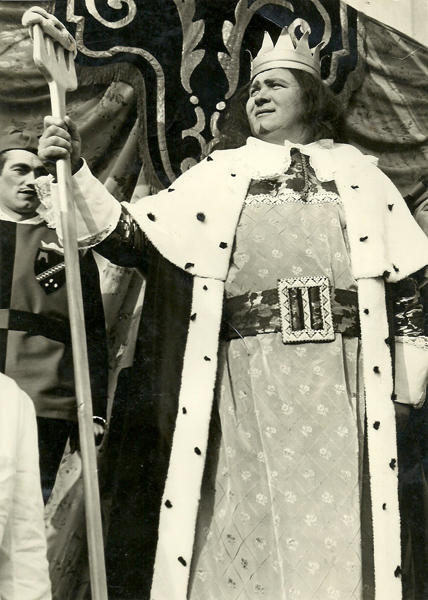
Re Gnocco
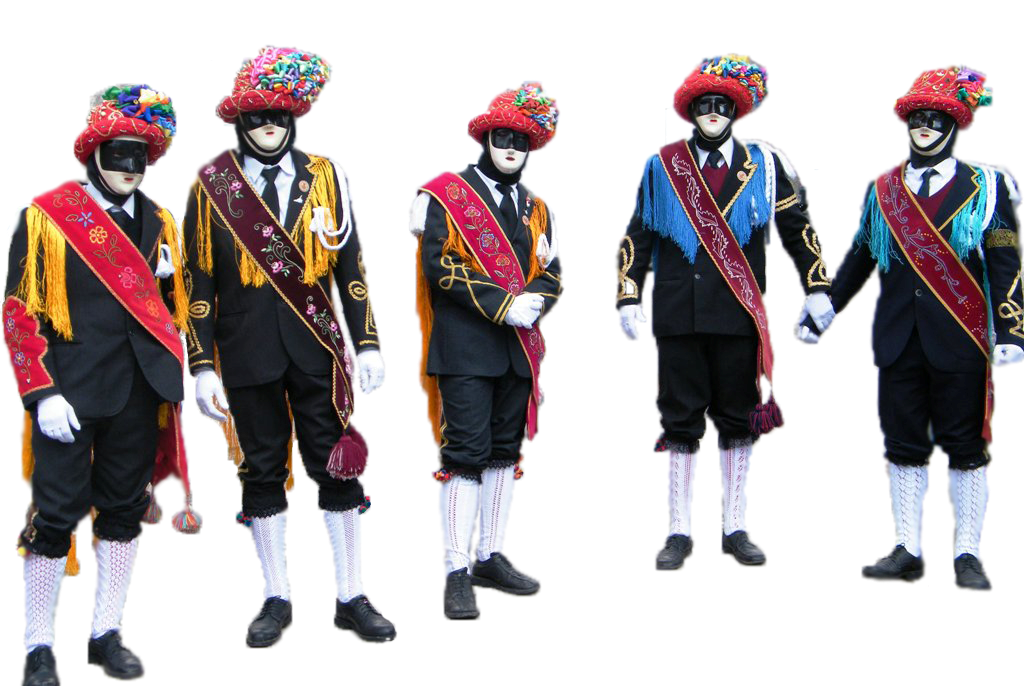
Balarì

### Marche
Una regione come le Marche, in cui ogni sia pur piccolo centro ha carattere indipendente di città, ha maschere tipiche per ogni zona.
Mosciolino, simbolo del carnevale anconitano, ha affiancato le maschere tradizionali di Papagnoco, contadino fustigatore dei liberi costumi cittadini, e di Burlandoto, guardia daziaria e dunque controllore delle merci che i contadini portavano in città. Queste due maschere sono nate nell'Ottocento dagli omonimi burattini, che erano protagonisti di spettacoli dati in piccoli teatrini ambulanti. In particolare, Burlandoto prende il suo nome dall'appellativo con cui il popolo apostrofava con disprezzo gli ausiliari devoti al Papato, durante il decennio di occupazione austriaca (1849-1859).
Il Rabachen ("baccano") e la sua compagna Cagnèra ("lite") sono le maschere del carnevale di Pesaro sin dal 1874; l'uno è caratterizzato dall'alto cappello a cilindro, l'altra dalla veletta che copre interamente il viso e dagli innumerevoli nastri che ne decorano il vestito.
Il guazzaró è la maschera che si indossa durante il carnevale di Offida, derivata dall'abito da lavoro che i contadini usavano per svinare e pulire le botti: un saio di tela bianca con fazzoletto rosso al collo.
Maschera del carnevale di Ascoli Piceno è lu sfrigne, allegro venditore di aringhe che pendono da un ombrello, con abiti da pezzente.
A Fermo la maschera tradizionale è Mengone Torcicolli, comparso nel 1816-1859; è immaginato fratello di Bartoccio, maschera umbra.
La maschera caratteristica del carnevale di Fano è invece il Vulon, che mette in caricatura tutti i gradassi e i vanitosi. Trae origine, secondo la leggenda, dall'usanza di Napoleone Bonaparte di promulgare le sue leggi con degli editti le cui prime parole erano Nous Voulons ("noi vogliamo"). Fu ideato nel 1951 dall'artista Melchiorre Fucci.

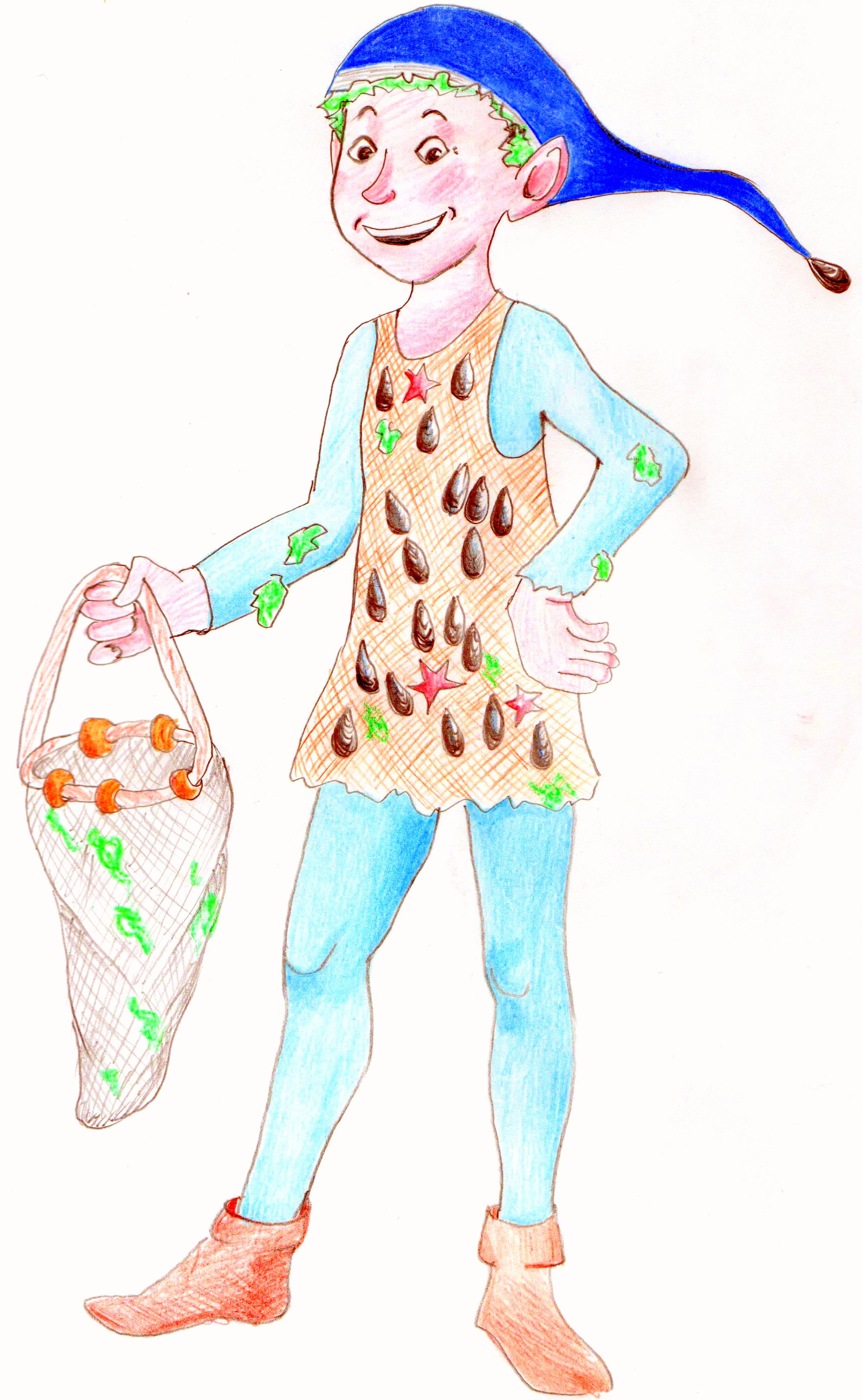
Mosciolino (Ancona)
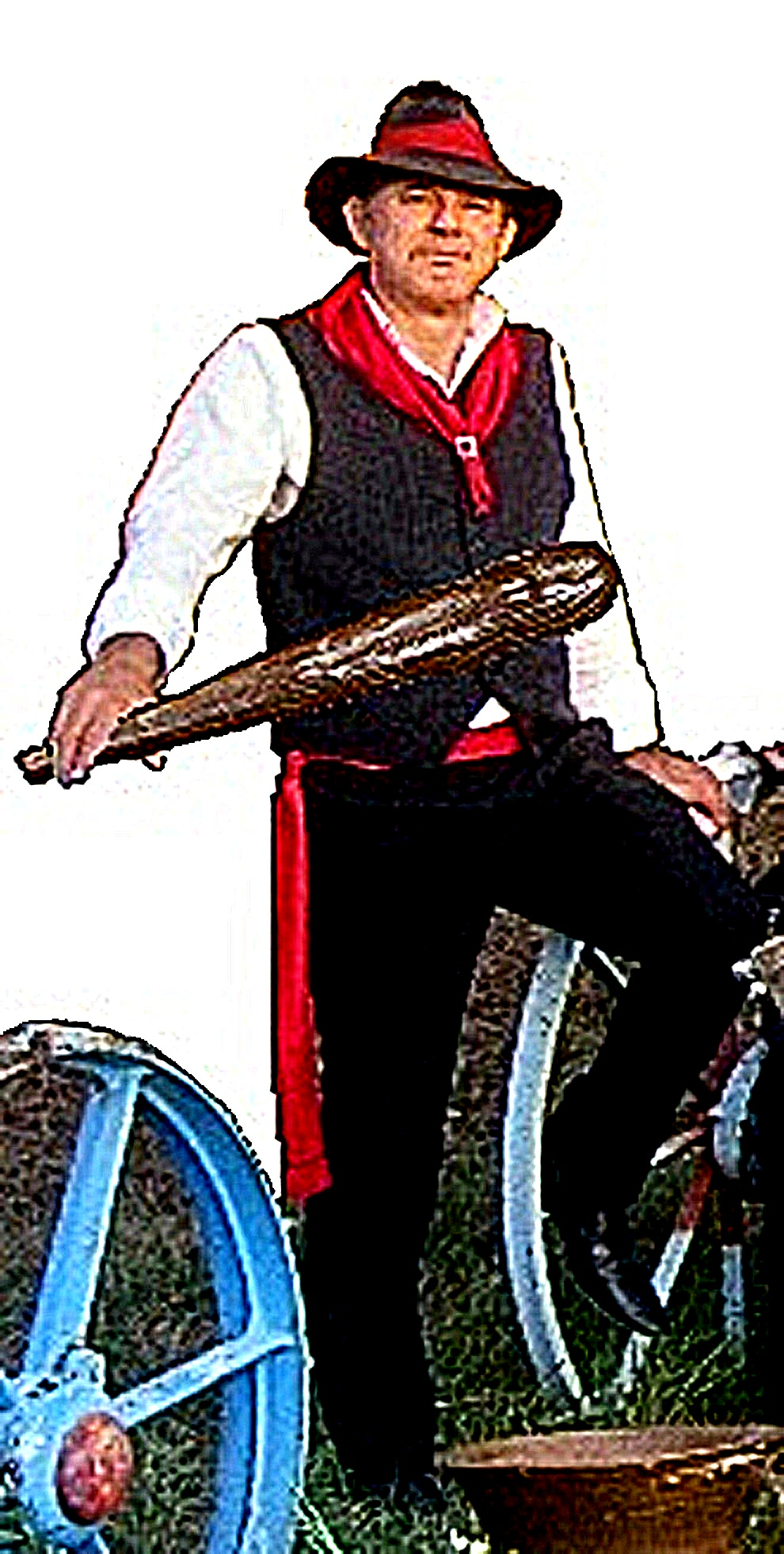
Papagnoco (Ancona)
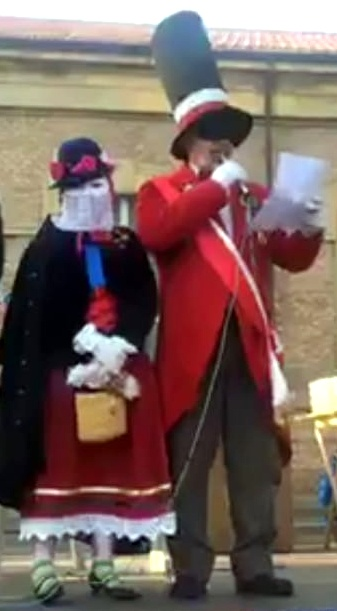
Il Rabachen e la Cagnera (Pesaro)
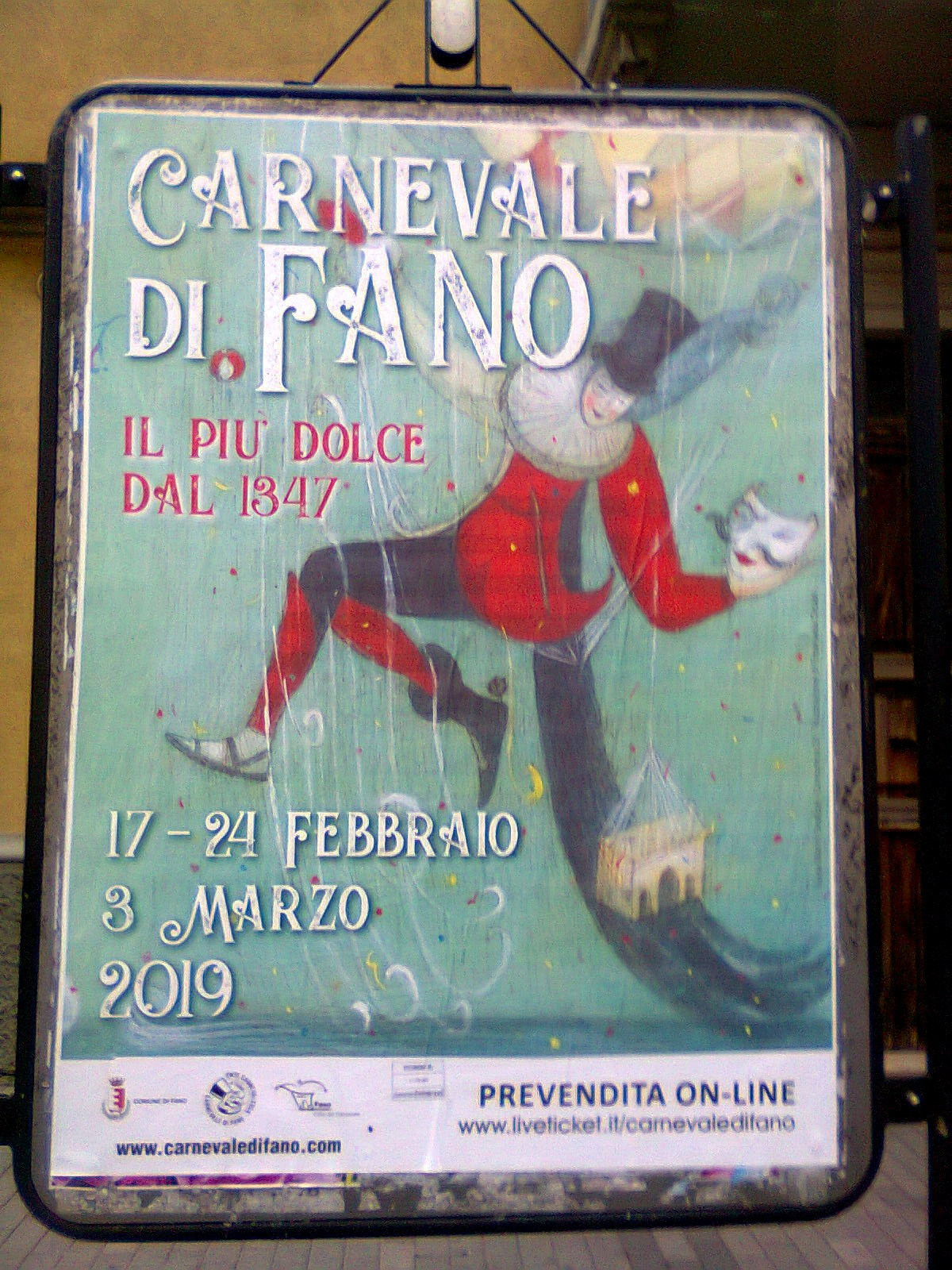
Il Vulon (Fano)

### Molise
Il Molise è una regione in cui le maschere tradizionali sono legate ad un folclore arcaico e la maggior parte delle maschere sono collegate alla figura dell'Uomo selvatico.; si ricordano i tre Folletti-Monaci che tengono in catene il Diavolo di Tufara ed i due Pulcinella-Morte che lo accompagnano brandendo il falcione, saltando ed urlando. L'Uomo-Orso di Jelsi spunta improvvisamente dalla foresta vicino la città ma viene catturato e costretto a ballare la musica di suonatori improvvisati da un coraggioso Domatore. Non sono da dimenticare "ru Brutt", "ru Biell" e  "la Santa Monna", maschere tipiche di Macchiagodena. Del Carnevale di Castelnuovo fanno parte l'Uomo-cervo, la Donna-cervo, il Martino, il Cacciatore, il Maone e le Janare.

Ad Isernia si tiene da qualche anno il Carnevale Europeo delle Maschere Zoomorfe che riunisce in un unico corteo maschere che provengono da tutta Europa.

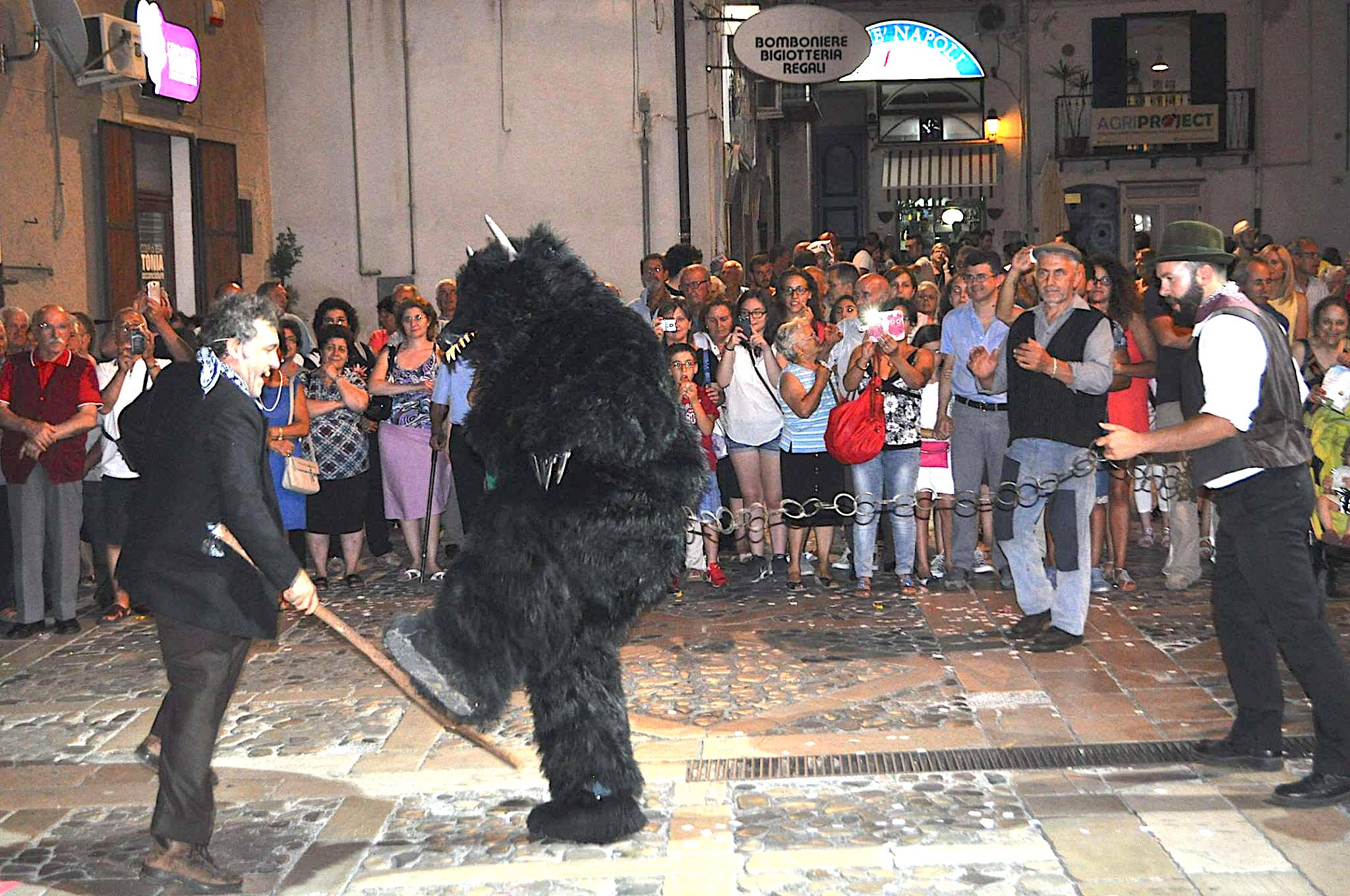
Il Domatore e l'Orso
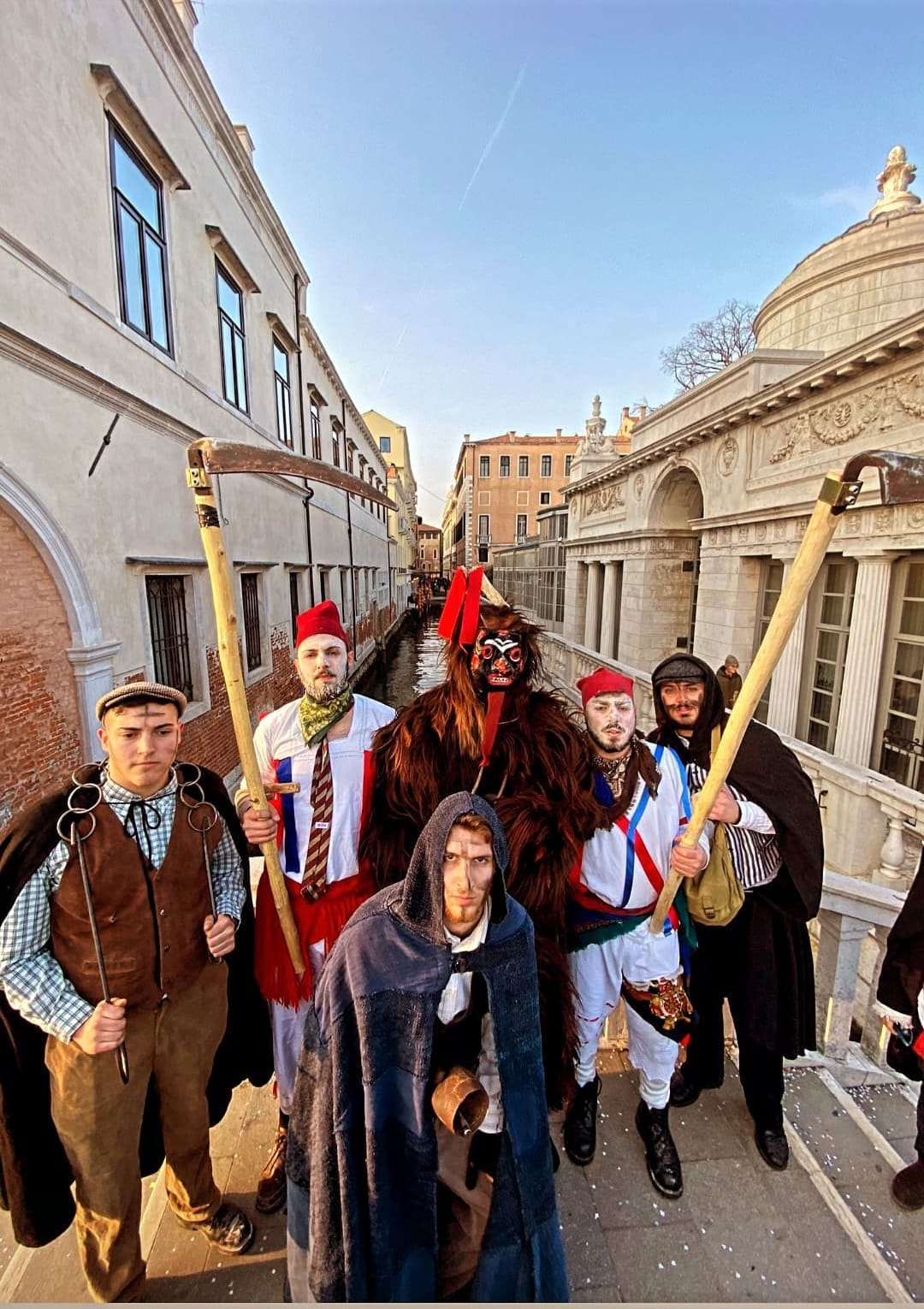
Il corteo del diavolo di Tufara.

### Piemonte
È nata in Piemonte una delle più celebri maschere italiane: Gianduja, sempre accompagnato da sua moglie Giacometta; entrambi sono considerati simboli di Torino e originariamente erano dei burattini.
Maschere piemontesi sono anche: gli sposi Stevulin dla Plisera e Majutin dël Pampardù del carnevale di Santhià, Gagliaudo Aulari, personaggio storico medievale divenuto la maschera carnevalesca di Alessandria, Re Biscottino e la Regina Cunëta, simboli del benessere economico della città di Novara, il Bicciolano e la Bela Majin, figure a cui storicamente si legano ideali come la rivolta contro i soprusi e il ripudio delle angherie, divenute emblema del carnevale di Vercelli, così come Violetta, la Vezzosa Mugnaia figura principale dello Storico Carnevale di Ivrea e la Regina Papetta e Conte Tizzoni, personaggi storici del carnevale di Crescentino, nati da un'antica leggenda basata su fatti realmente accaduti. Inoltre molte altre città e paesi piemontesi sono dotati di una coppia di maschere "cittadine": per esempio a Biella si trovano il Gipin e la Catlin-a, a cui si contrappone il Babi, rospo che simboleggia la città rivale di Vercelli.
Nelle Alpi piemontesi sono anche diffuse le maschere tipiche dei carnevali alpini: orsi, lupi e uomini selvatici.

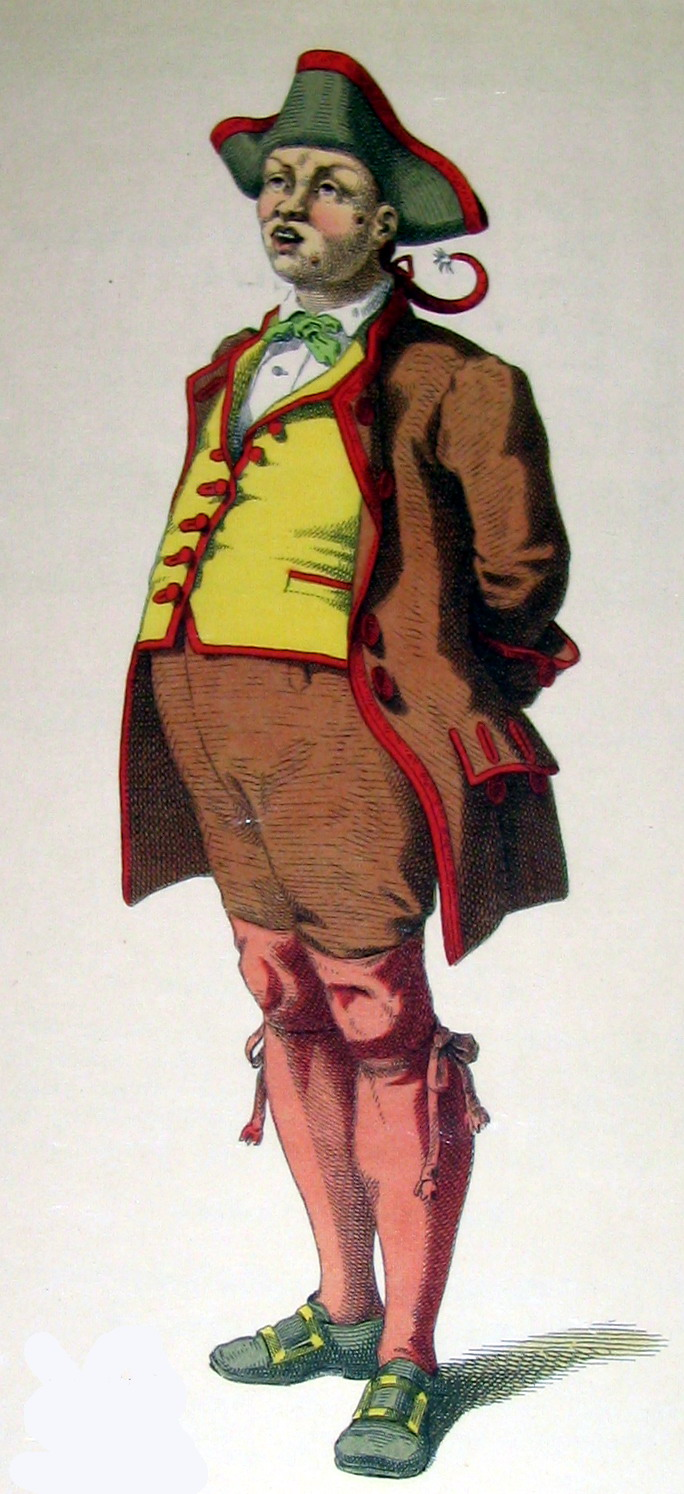
Gianduia

### Puglia
In Puglia tra le più note maschere carnevalesche c'è Farinella, del Carnevale di Putignano, un giullare con un abito a riquadri multicolori.
A Corato della fine dell’Ottocento e inizio Novecento si ricordano vecchi racconti e le due maschere de “U’ Panzone” (il Panzone) e de “La Vecchiaredd” (la Vecchierella). “U’ Panzone” era allegoria di una ricchezza prepotentemente ostentata e di falsa generosità, mentre “La Vecchiaredd” era la maschera più antica e importata forse dalla tradizione carnascialesca napoletana. Altra maschera tradizionale scomparsa per anni è quella de “U Scerìff” (lo Sceriffo), che nacque intorno agli anni ’50-’60 quale segno del benessere economico di quei tempi e retaggio della esuberanza degli eroi western di Hollywood.
Il Re Cuoraldino è la prima maschera di carattere del Carnevale Coratino realizzata in cartapesta dal socio pro loco Francesco Diaferia. Oggi Re carnevale è anche il logo del carnevale coratino ispirato allo stemma del comune di Corato con le Quattro Torri e Il Cuore centrale. Il nome “Cuoraldino” richiama il Cuore centrale dello stemma e uno dei nomi più diffusi a Corato “Aldino” diminutivo di “Cataldo” nonché nome del Santo Patrono della città.
Nel Salento c'è ricchezza di maschere: Lu Pagghiùsë e Gibergallo di Massafra; u Titoru di Gallipoli, don Pancrazio Cucuzziello (o il biscegliese), di Bisceglie,  lu Sciacuddhuzzi di Aradeo, lu Casaranazzu di Casarano.
Si ricorda anche Ze' Peppe del Carnevale di Manfredonia.
A Foggia il primo carnevale venne organizzato nel 1948 a Borgo Croci; da quell'epoca le maschere di carnevale tipiche foggiane sono sette: 'u Moneche cercande, 'a Pacchianèlle, Menille, Ursitte stagnarille, Sciammi sciamme, Zechille, Peppuzze. 

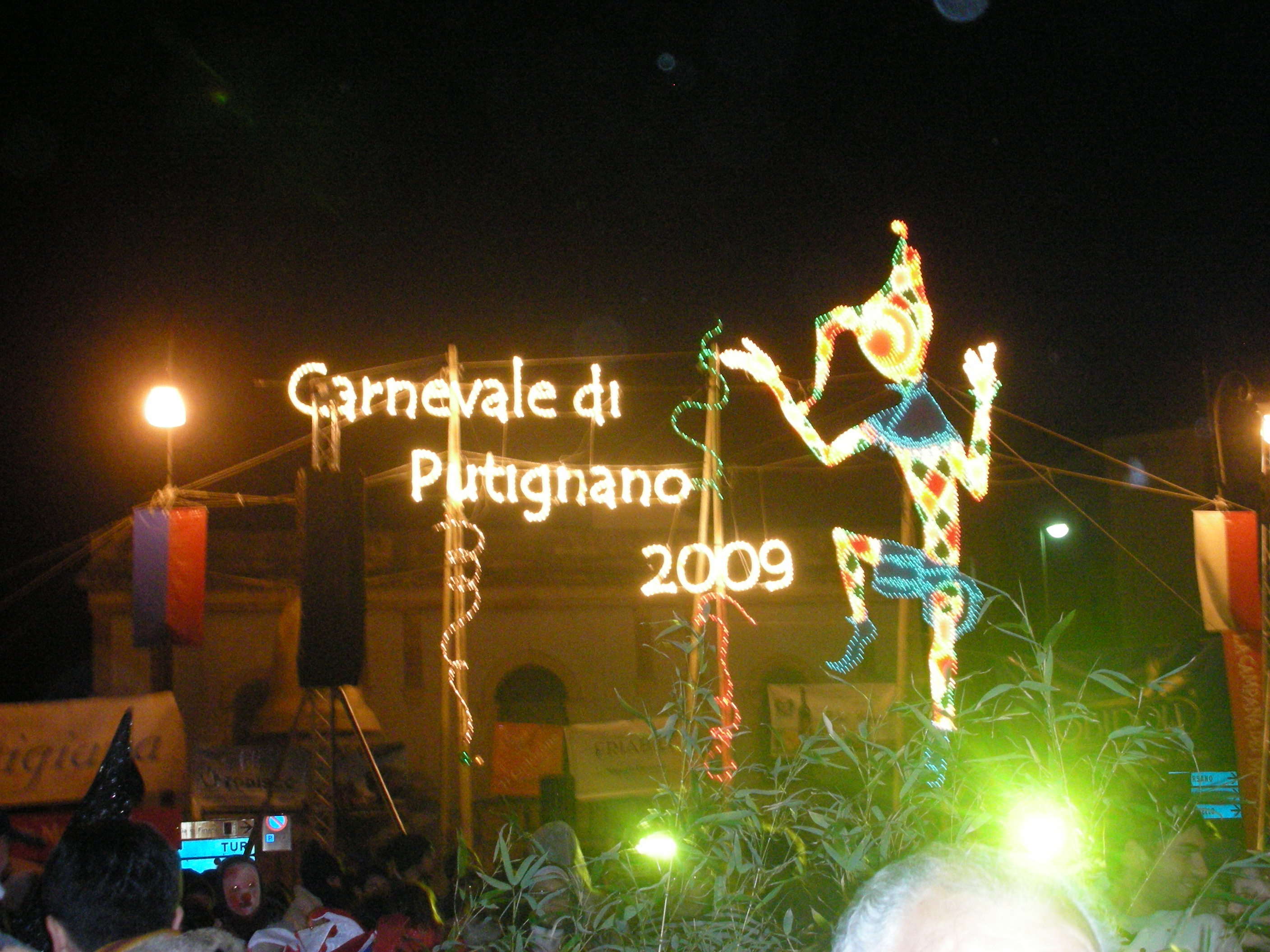
Farinella
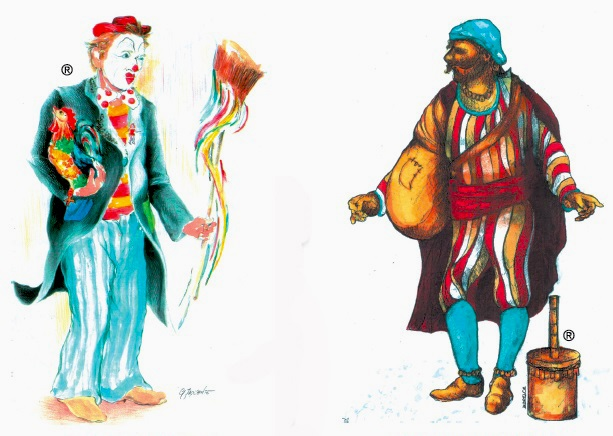
Gibergallo e Lu Pagghiùse
Don Pancrazio Cucuzziello

### Sardegna
La Sardegna è ricca di maschere dai tratti arcaici e la cui tradizione è sempre viva. Queste maschere prevalentemente facevano parte di riti sacri e propiziatori, legati alla vita contadina e al ciclo della vita e delle stagioni. Pertanto la fertilità, la vita, la morte, il demonio, la lotta tra animali, l'addomesticamento degli animali da parte del pastore (simbolo di come, attraverso la forza, l'uomo cerca di prevalere e di imporsi) rappresentano i temi più ricorrenti. Oggigiorno è possibile assistere a tali riti durante la festività del Carnevale (o Carrasecare) che in Sardegna si festeggia in diversi periodi dell'anno..
Oltre alla figura dell'uomo, il cui volto solitamente risulta annerito dalla cenere o camuffato da una maschera principalmente nera, si accosta sempre la figura animale: dalla tipica e classica figura della pecora alla più ricorrente maschera de S'Urtzu o Orcus latino come i Sos Urthos e sos Buttudos di Fonni, S'Urtzu e is Sonaggiaos di Ortueri, S'Urtzu e sos Bardianos di Ula Tirso e nel carnevale di Seui, S'Urtzu e Sos Colonganos di Austis), e ancora il cinghiale che nel rito solitamente viene catturato e ucciso dai cacciatori. Possiamo trovare poi il maiale (Sa maschera e porcu di Olzai), il gatto  (Sa maschera e gattu di Sarule), l'uomo coniglio in Is Facciolas di Villaputzu, la cui maschera trae origine dal culto dionisiaco, ancora il cervo in Is Cerbus di Sinnai che inscenano il rituale arcaico e ancestrale della sua caccia.
Nella maggior parte dei casi, alla maschera si associa solitamente un abito detto mastruca, principalmente fatto di pelle di pecora (nera e/o bianca a seconda del tipo della maschera) ma anche di altri animali (volpe, coniglio, capra, cinghiale), accompagnato da campanacci di differente tipo e grandezza, posti sulla vita e sulla schiena: in alcuni casi al classico campanaccio viene sostituito l'osso di animale (vedasi la maschera di Su Colonganus di Austis) oppure le conchiglie (come per esempio i Sos Cotzulados di Cuglieri).
Si possono contare più di 50 maschere tradizionali. Nel Meridione dell'Isola, in particolare nel territorio cagliaritano le maschere erano quelle tipiche della vita cittadina, come sa dida (la balia), su macu (il pazzo), su tiaulu (il diavolo), sa viuda (la vedova), s'arregateri (il rigattiere), su moru (il moro), sa gatu (il gatto), su piscadori (il pescatore), sa panetera (la panettiera), su paliatzu (il pagliaccio), su caddemini (il mendicante), su dotori (il dottore), su sabateri (il ciabattino), su piciocu de crobi (il garzone), su bandidori (il banditore) e altre ancora. In altri paesi della Sardegna invece, tra le più note si ricordano i suggestivi Mamuthones e gli Issohadores del carnevale di Mamoiada, i Boes e Merdules, che con l'enigmatica sa Filonzana sono le maschere del carnevale di Ottana.. La scura maschera del carnevale guspinese è chiamata Cambas de Linna, ossia gambe di legno, e ha da sempre accompagnato i più recenti carri allegorici, mentre quella della Sartiglia di Oristano è su Componidori, dall'inquietante aspetto androgino. I Mamutzones sono le maschere del Carnevale di Samugheo. Il carnevale di Tempio Pausania vede la presenza di lu Traicogghju, arcaica sintesi tra figura animalesca e maschera demoniaca, la Réula (schiera dei morti) e lu Linzolu cupaltatu, figura femminile avvolta in un lenzuolo e per questo irriconoscibile e disinibita. Non di meno importanza sono le maschere del carnevale di Ollolai chiamate Sos Bumbones, sono Sos Truccos o Sos Turcos, Maria Vressada, Maria Ishoppa e Sa Mamm'e e su Sole. Queste maschere sono figure femminili rappresentate da uomini avvolti in un pizzo bianco, mentre sulle spalle portano una mantella e uno scialle rosso, viola e blu. Possiamo ricordare altre maschere presenti nel territorio isolano: su Maimulu di Gairo e Ulassai, O'Sincu S'Attitidu di Bosa, Sos Tumbarinos di Gavoi, S'Ainu Orriadore di Scano Montiferro (riscoperta negli anni Ottanta), Sos Thurpos di Orotelli, Su Maimone di Oniferi, Sas Mascheras a lenzolu di Aidomaggiore, Sas Mascaras Nettas e Sas Mascaras Bruttas di Lodè, Is Mustayonis e s'Orcu Foresu di Sestu, Sos Intintos di Ovodda e di Tiana, Is Scruzzonis di Siurgus Donigala (inaugurata nel 2012, durante il carnevale invernale del paese, ma di vecchia origine), Su Traigolzu di Sindia, Sos Bundos di Orani che rappresenta il solo personaggio del carnevale sardo a nascondere il viso sotto una maschera interamente di sughero, con delle lunghe corna, un naso grosso e aguzzo, il pizzo e i baffi posticci.

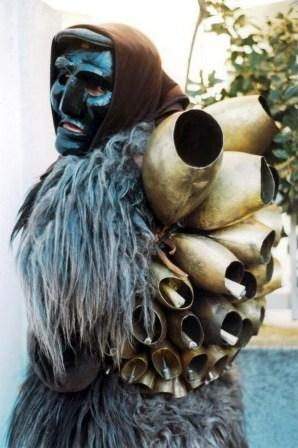
Mamuthone
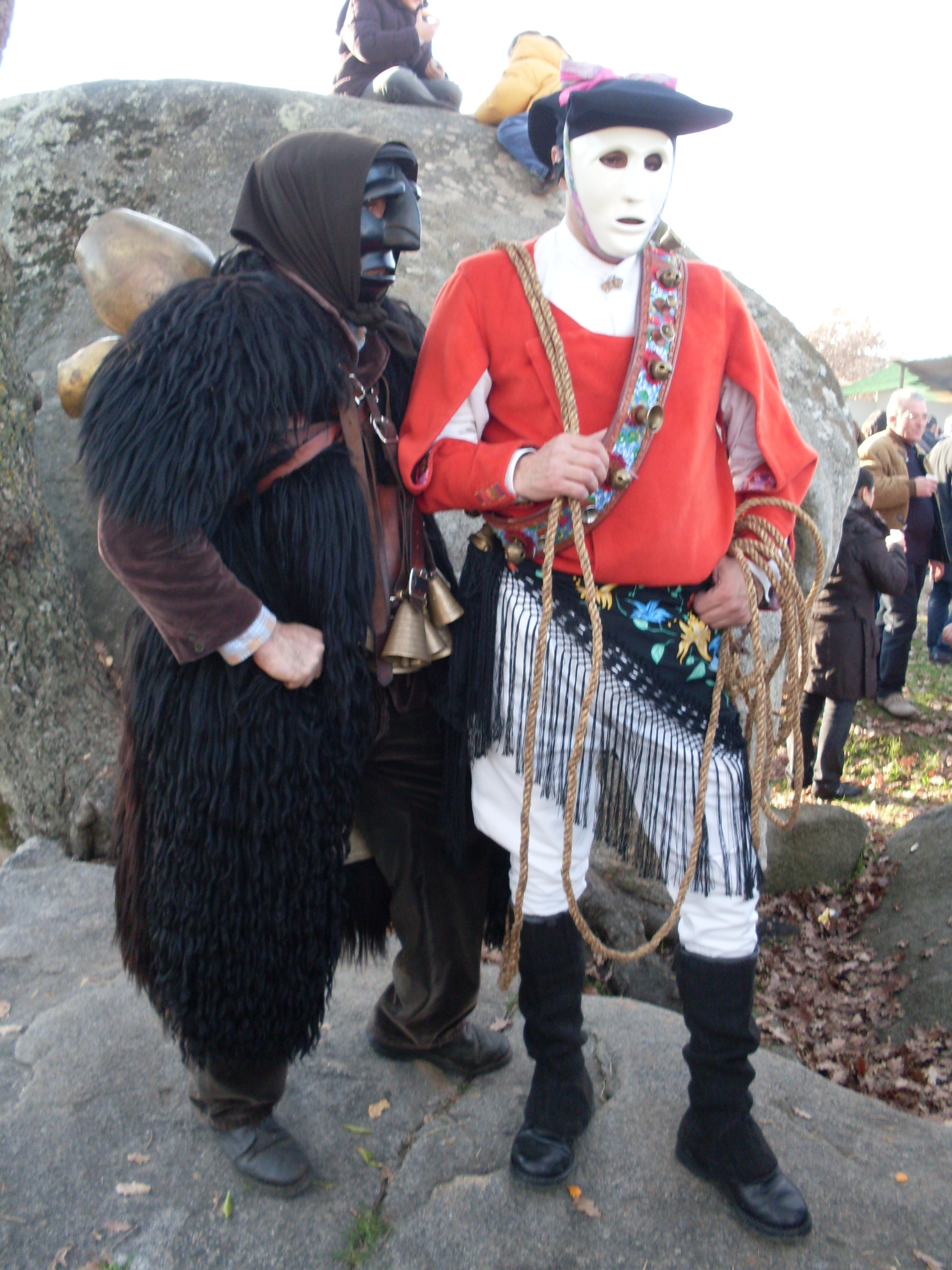
Mamuthone e issohadore
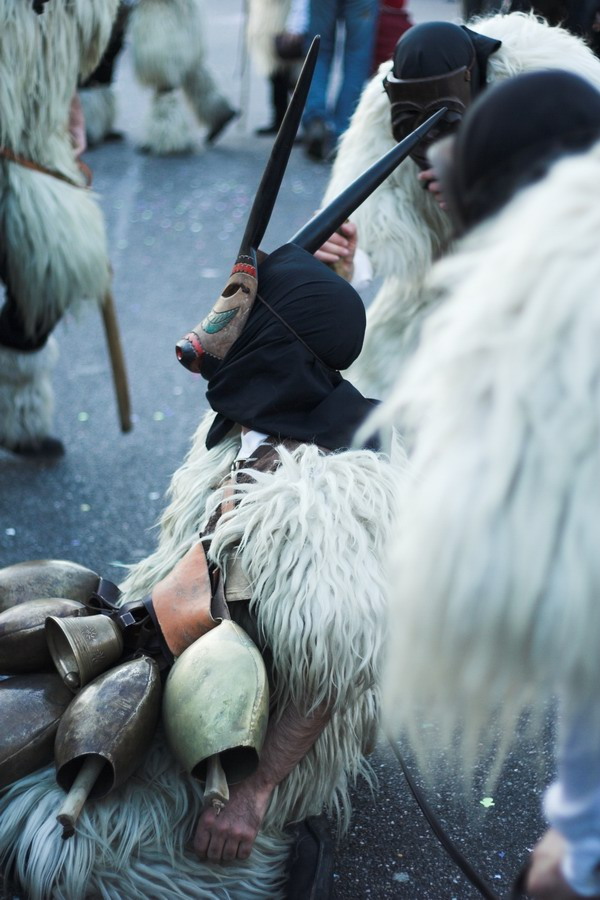
Boe
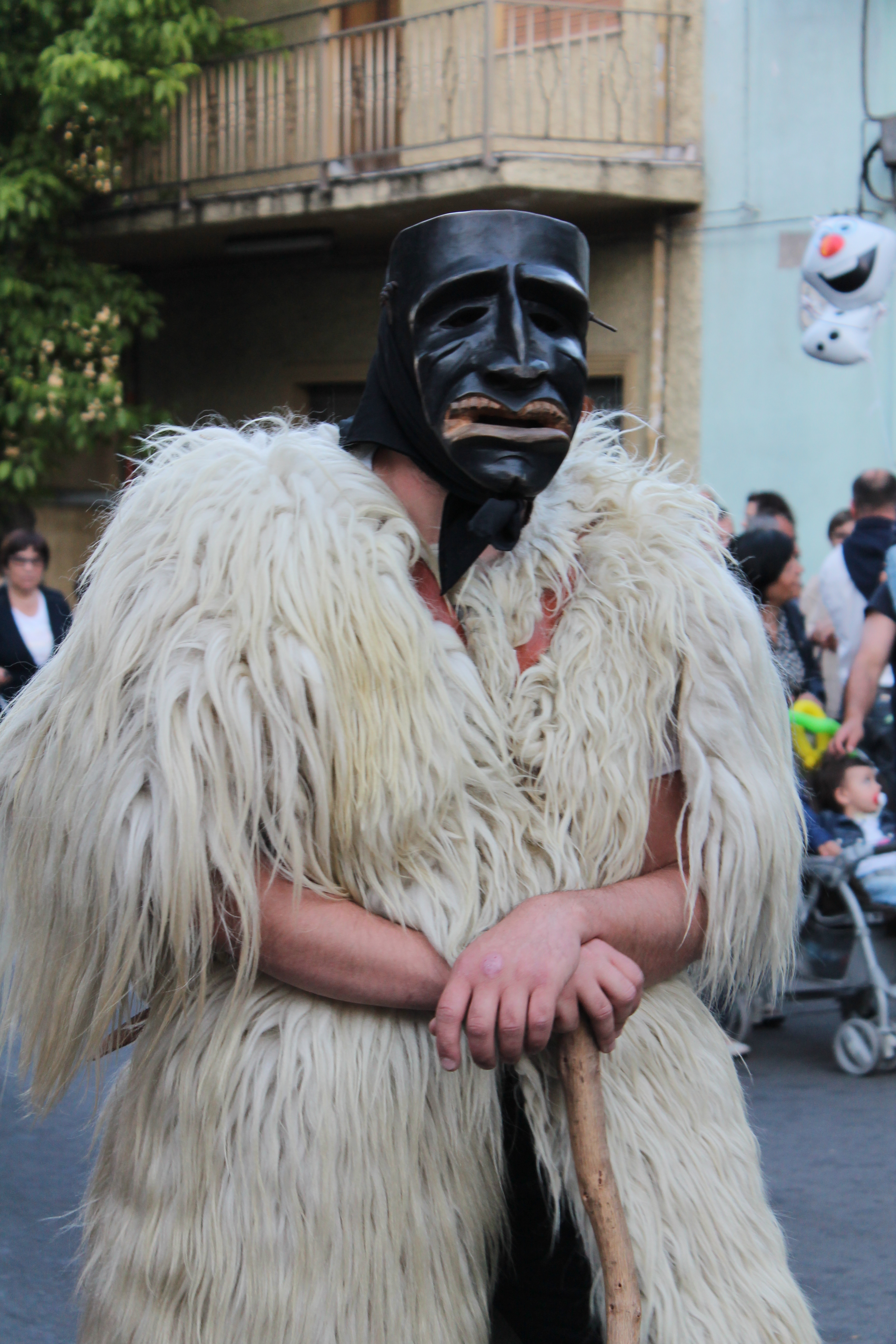
Merdule
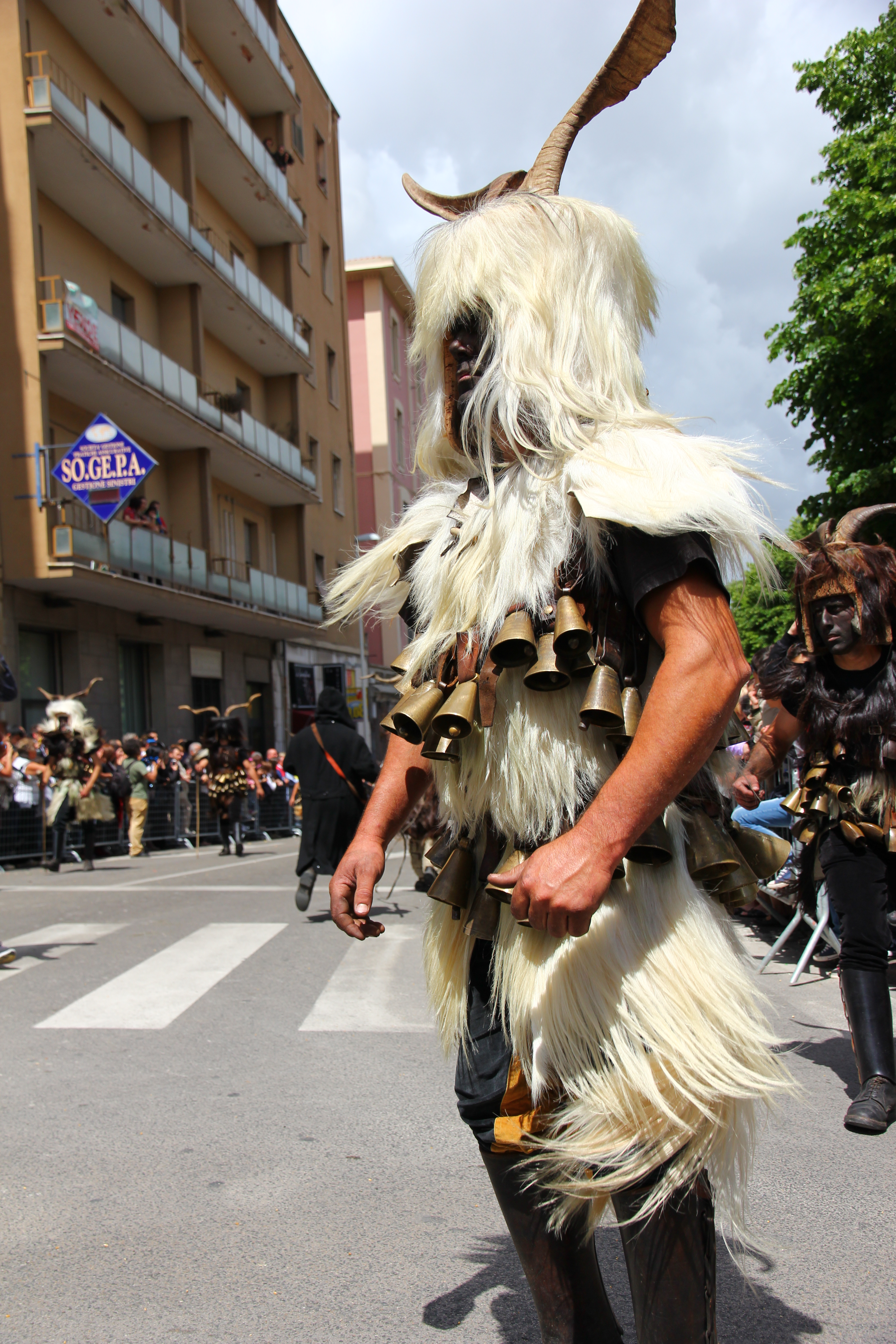
Mamutzone
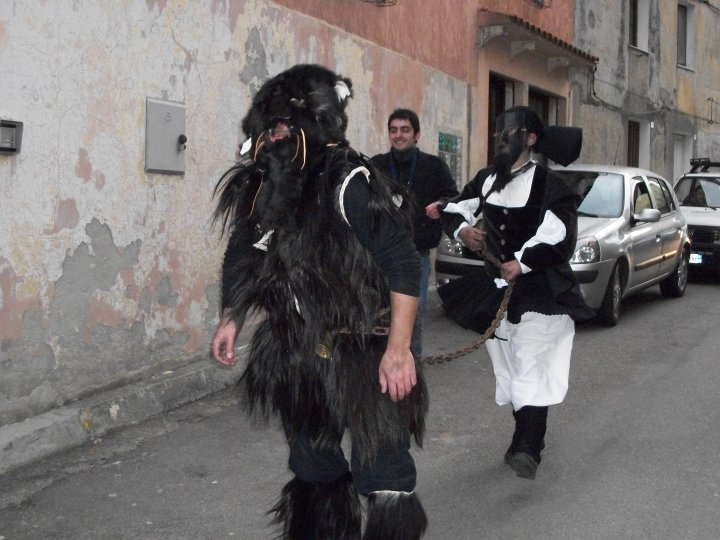
Maimulu
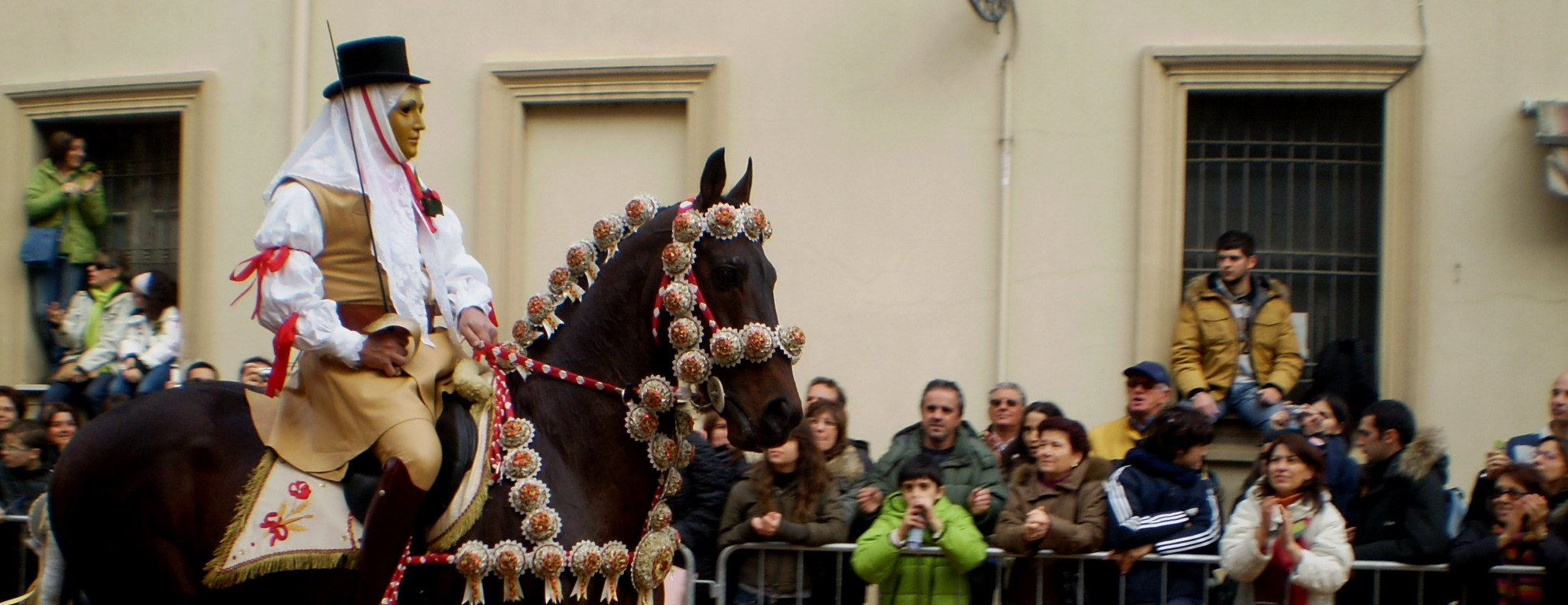
Componidori
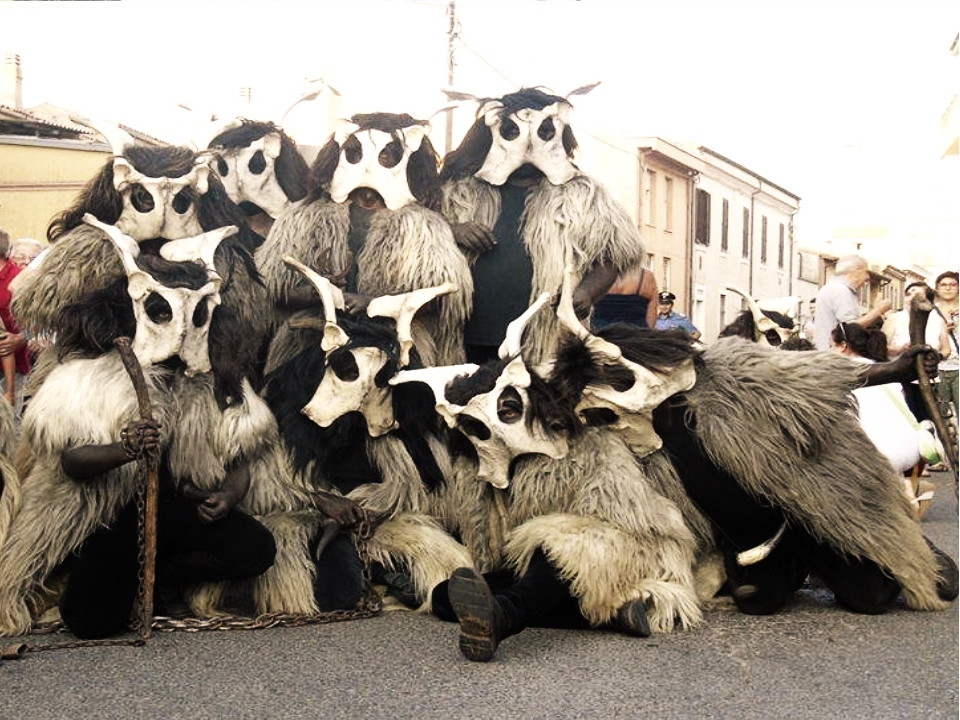
Ainu Orriadore
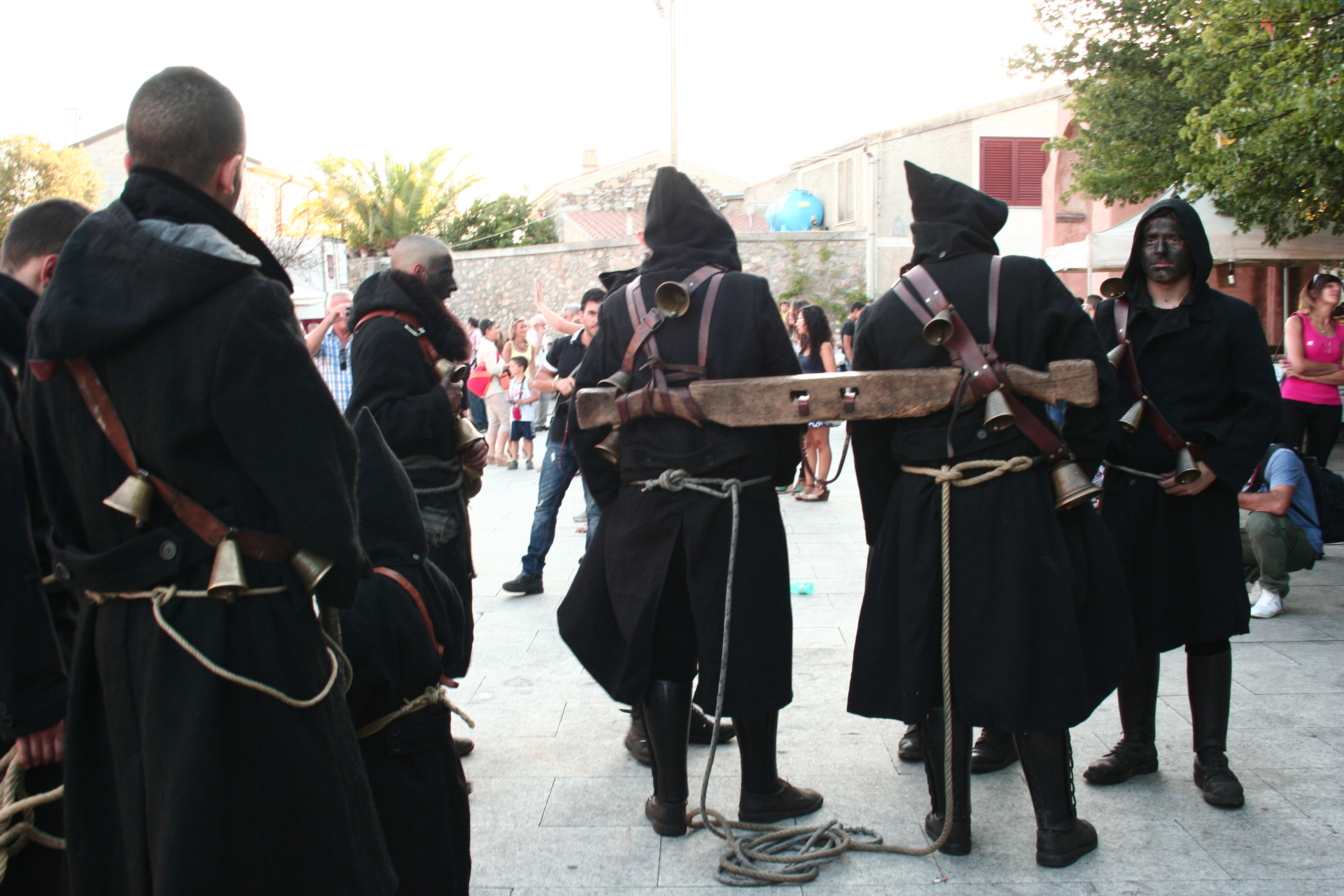
Thurpu
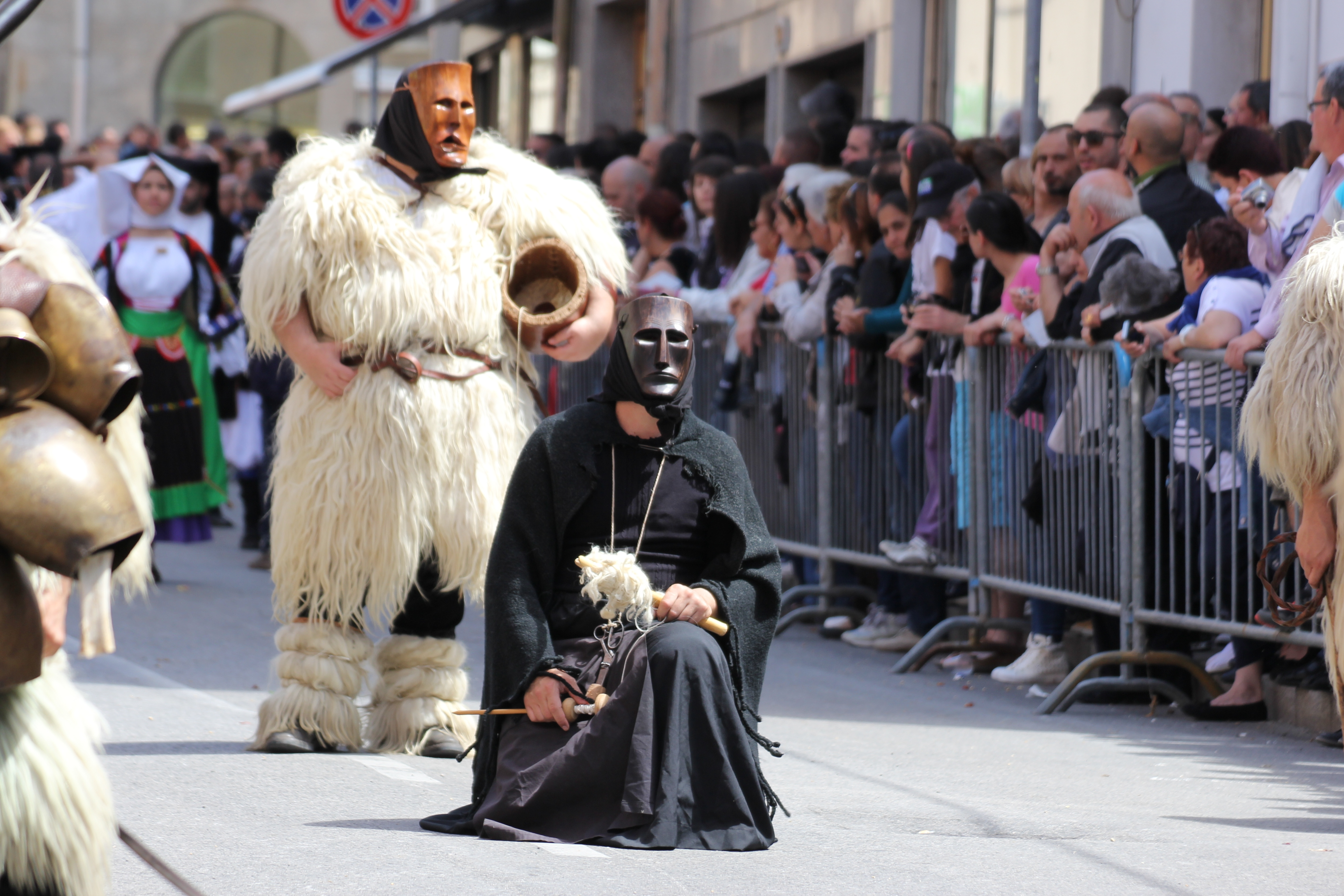
Sa Filonzana
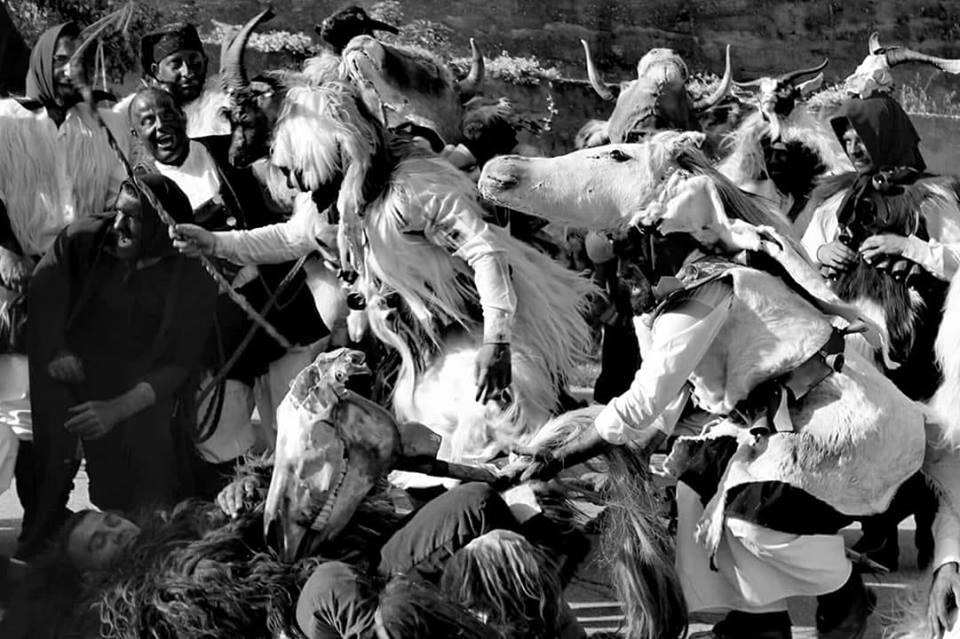
Maimulu (Gairo)
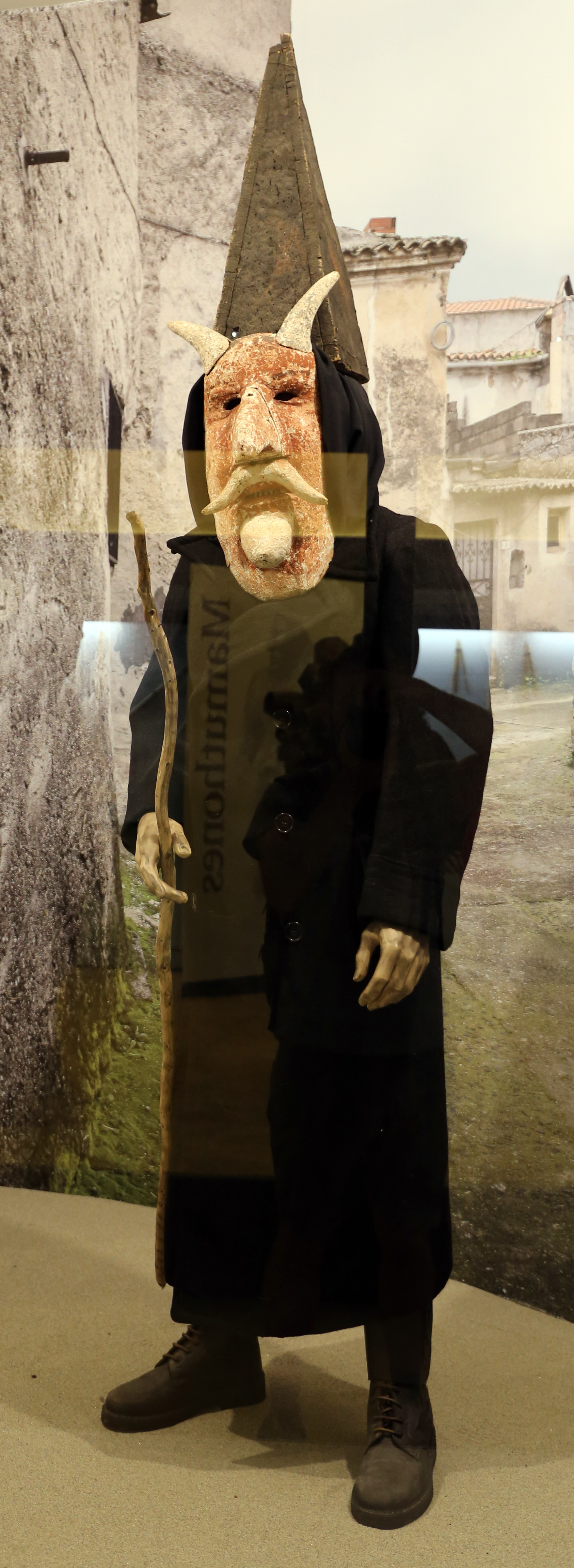
Su Bundu

### Sicilia
In Sicilia la maschera per eccellenza è Beppe Nappa, della Commedia dell'arte, beffardo, pigro ma capace di insospettabili salti e danze acrobatiche se deve procurarsi quei cibi di cui è ghiotto. Varie città siciliane si contendono la sua nascita e la sua maschera è solennemente celebrata durante il carnevale di Sciacca. Il mini- carro di Beppe Nappa è il più amato dai saccensi e l'ultimo giorno di festeggiamenti viene bruciato. 
Un'analoga figura di servo sciocco è Pasquino, maschera del teatro dialettale siciliano, che fu interpretata dal noto attore Giovanni Grasso; il Pasquino siciliano non si deve confondere con l'omonimo romano. Va ricordato anche "U Scaccíuni", maschera tradizionale di Cattafi, di origine turca, con oltre 500 anni di storia.
Non tradizionale, perché ideata solo nel 2004, è la maschera ufficiale del Carnevale di Acquedolci, Doroteo, divertente e coraggioso, raffigurato assiso sul suo trono che è il castello del paese. Impugna il suo scettro di canna da zucchero con il quale difende il paese dalle avversità.
Esiste anche Giufà, i cui racconti buffi sono riportati anche dall'etnologo Giuseppe Pitrè, noto studioso delle tradizioni siciliane.

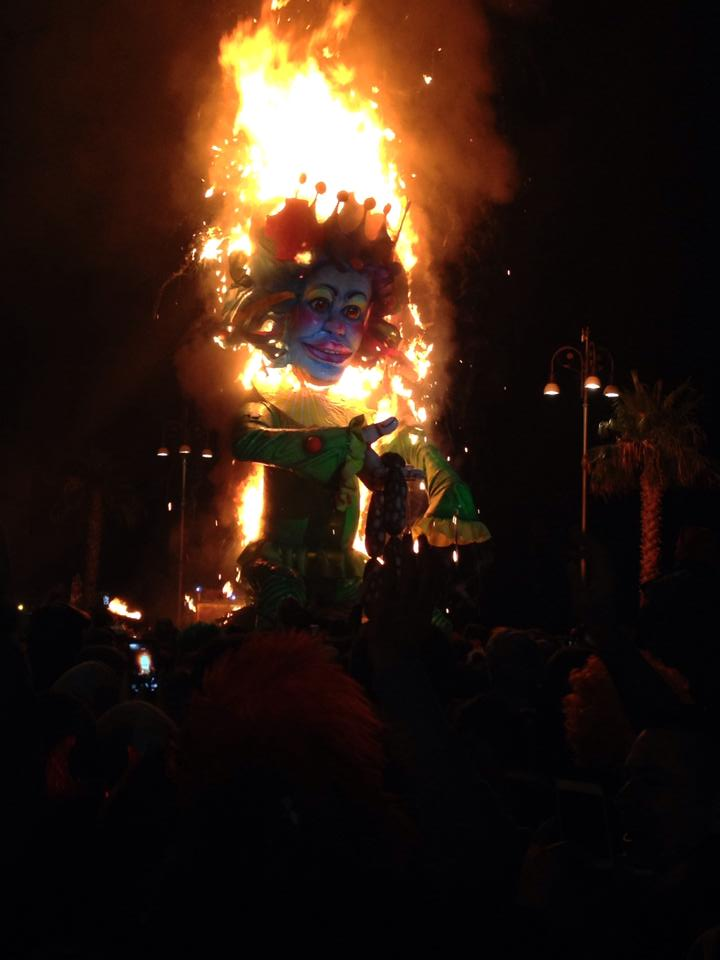
Rogo di Peppe Nappa al Carnevale di Sciacca

### Toscana
Le due maschere della Toscana hanno origine molto diversa. Stenterello proviene dalla Commedia dell'arte e rappresenta il popolano fiorentino, di bassa estrazione, il quale, oppresso da avversità e ingiustizie, ha in sé sempre la forza di ridere e scherzare. L'altra maschera è Burlamacco, nata nel 1930 come simbolo del Carnevale di Viareggio insieme alla sua compagna Ondina.
Non di minore importanza è Cassandro, maschera senese della Commedia dell'arte nata nella seconda metà del '500. Credulone e sciocco quanto infido e guastafeste questa maschera era spesso d'intralcio alle storie d'amore tra i giovani.

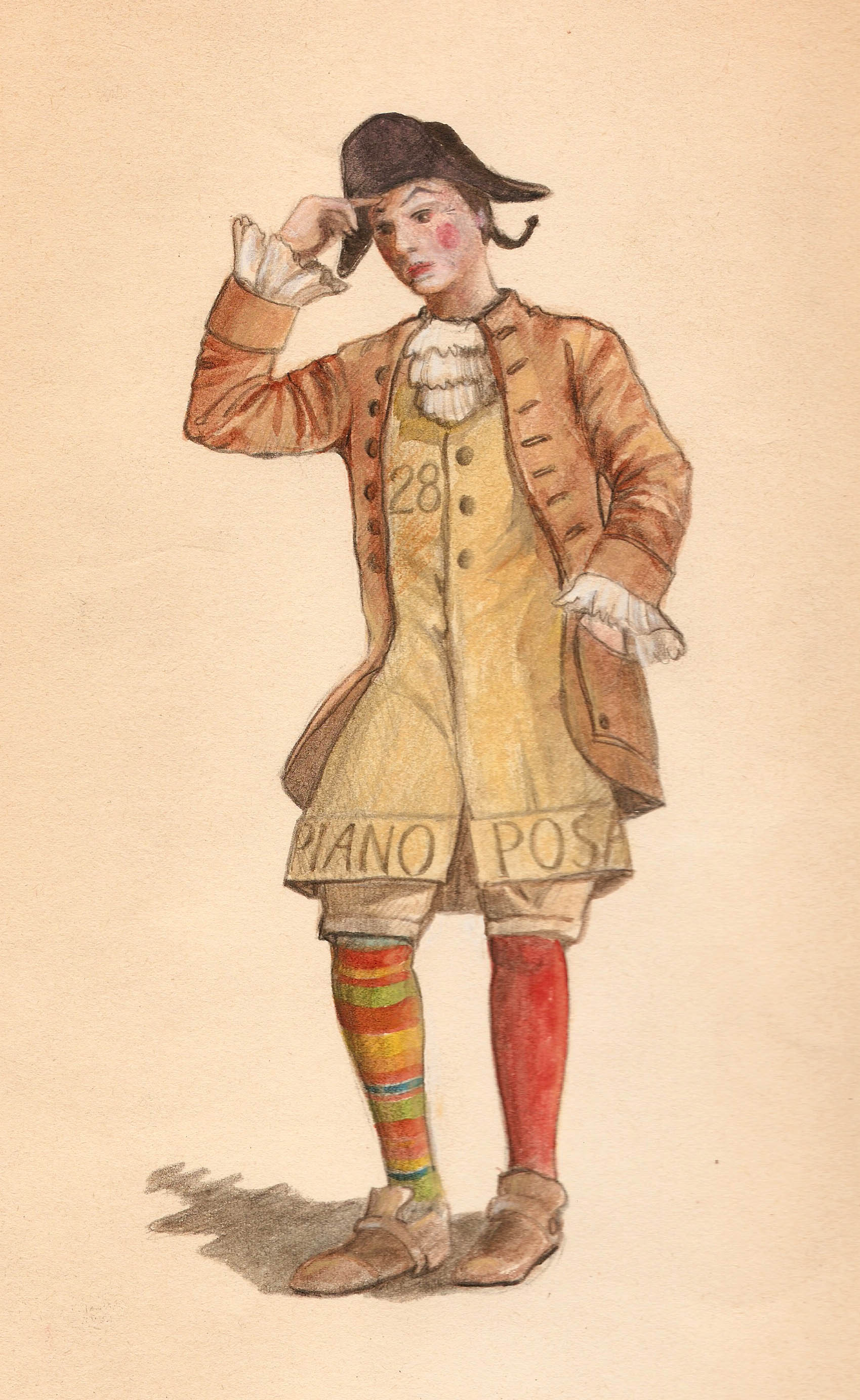
Stenterello
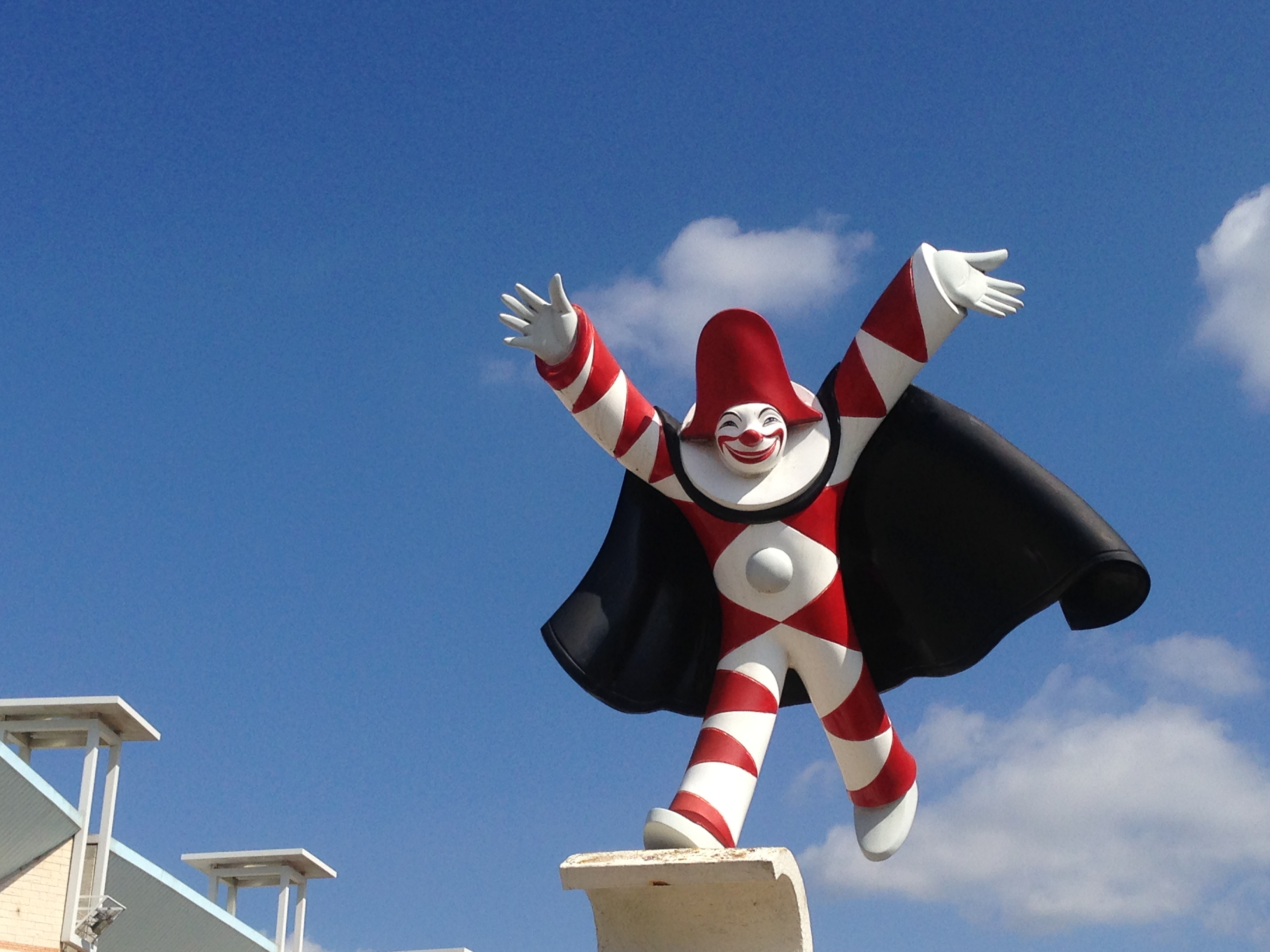
Burlamacco

### Trentino-Alto Adige
Il Trentino-Alto Adige è una regione ricchissima di maschere di carnevale, che qui assume la forma del carnevale alpino. Tra le più importanti si ricordano i matoci di Valfloriana e gli altissimi e impressionanti Schnappviechern di Termeno, Salorno e Nova Levante, detti anche Wudelen; sono mostri con testa pelosa e grande bocca, che viene fatta aprire e chiudere producendo un caratteristico frastuono. Nella sfilata, detta dell'Egetmann, sono presenti anche le maschere del tipo dell'uomo selvatico e dell'orso. Anche il carnevale della val di Fassa è ricco di maschere tipiche: marascons, bufon, lachè, arlekin, pajazi, facères da bèl e facères da burt.

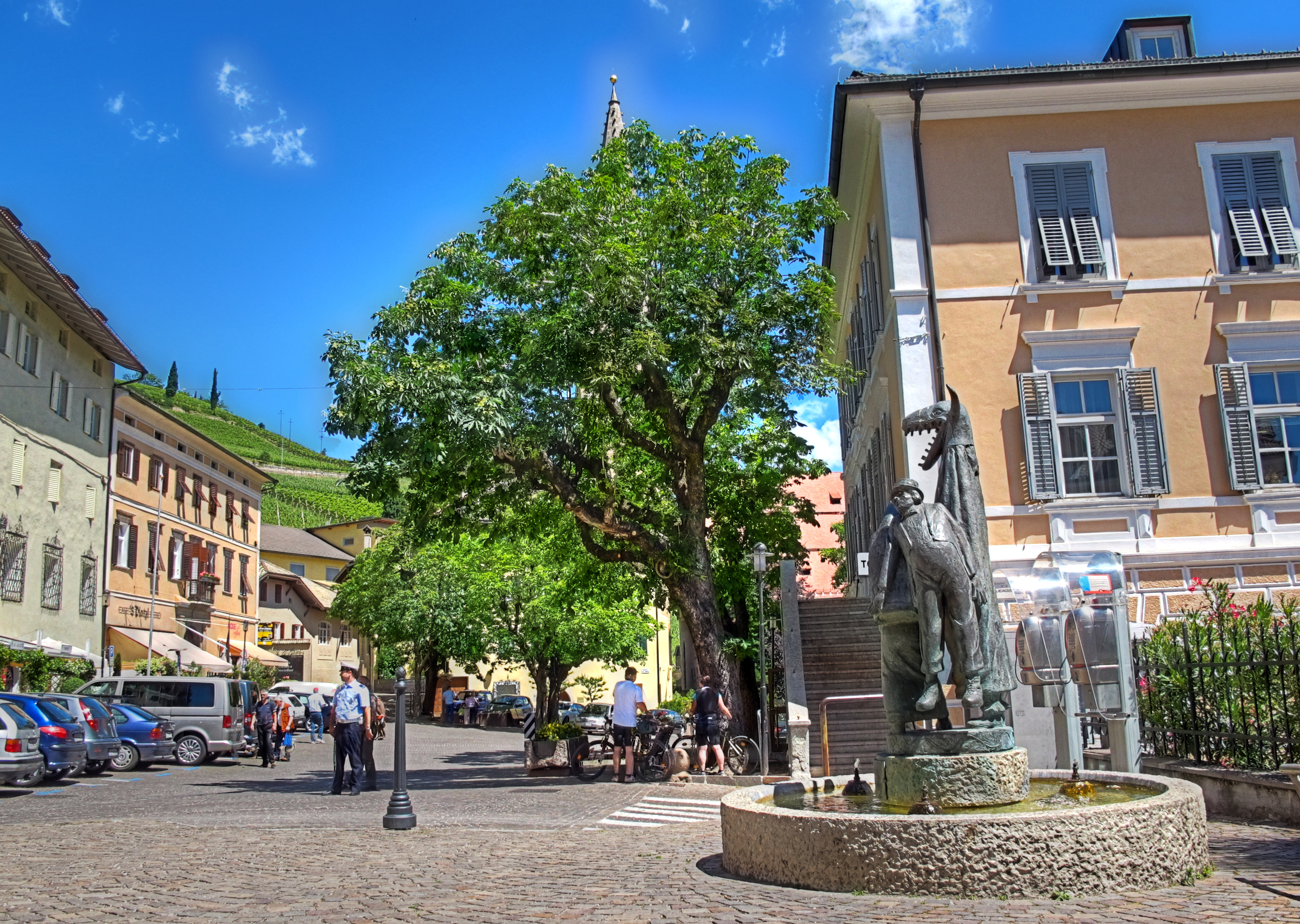
Monumento che celebra l'Egetmann; è rappresentato un wudelen.
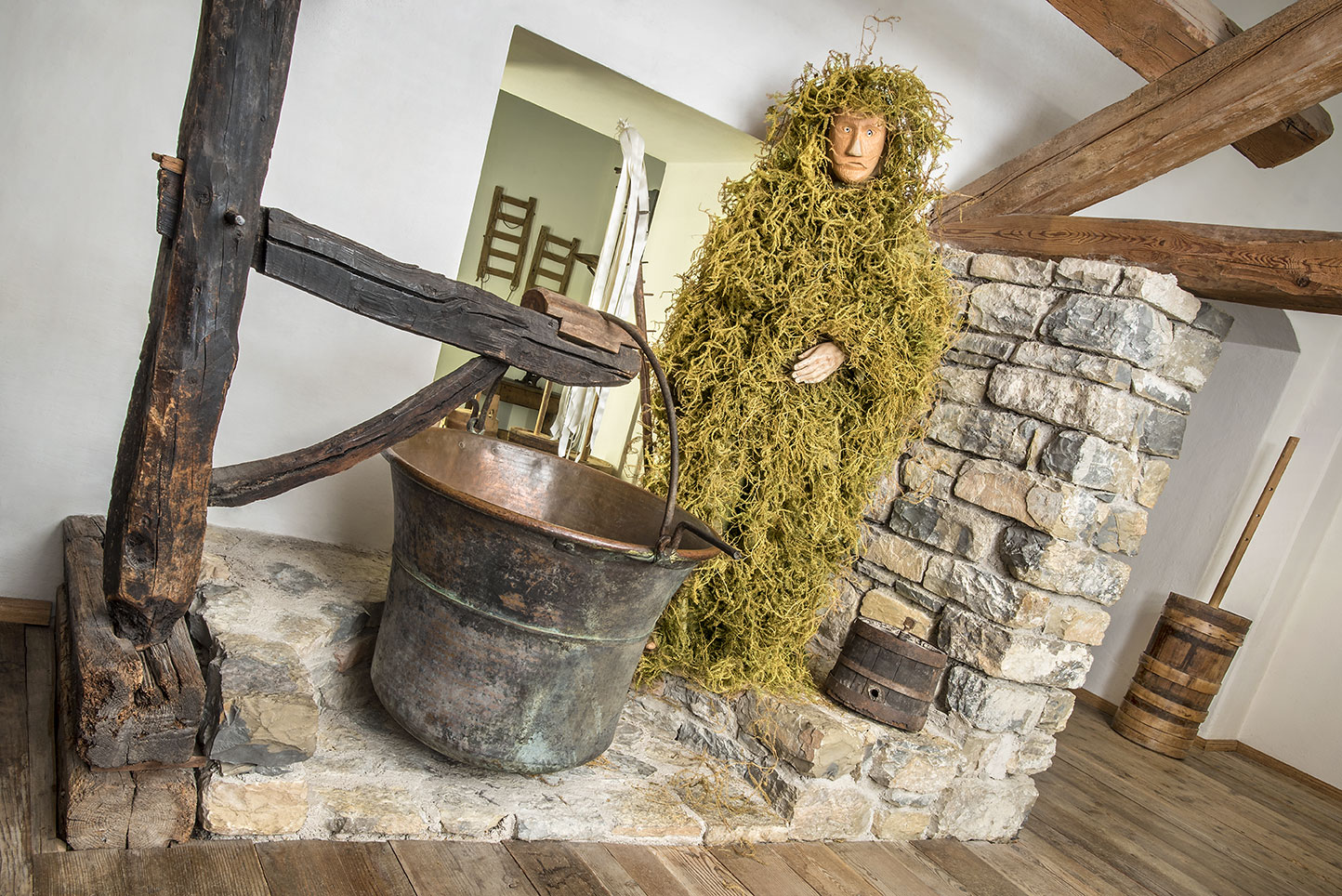
Manichino rappresentante un "uomo selvatico" (Museo degli usi e costumi della gente trentina)

### Umbria

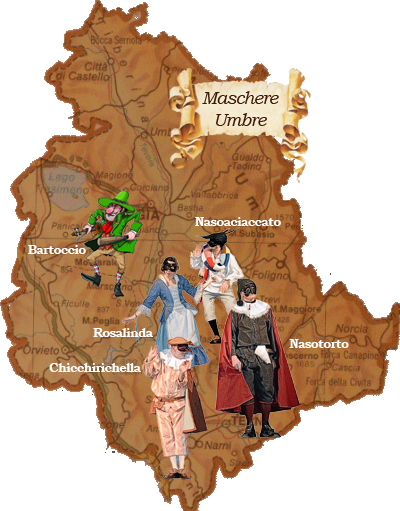
L'Umbria e le sue maschere

Il perugino Bartoccio è la maschera più nota dell'Umbria, rozzo, ma sagace, gioviale e saggio, fustigatore dei liberi costumi, ma anche dei cattivi amministratori; è protagonista delle tipiche bartocciate del carnevale perugino, che mettono alla berlina tutti e tutto.
Al carnevale di Avigliano Umbro del 2015 fanno la loro comparsa quattro maschere umbre della Commedia dell'Arte, associate ai quattro rioni del paese: Nasotorto, Nasoacciaccato, Chicchirichella e Rosalinda. Vengono fatte risalire a una filastrocca del cinquecento e parlano nel dialetto di quella parte dell'Umbria che va dall'Alta Valle del Tevere fino alla Conca Ternana. A Montecastrilli sono nati anche i "Chicchirichella" dolci all'arancia con la forma del cappello di Chicchirichella.

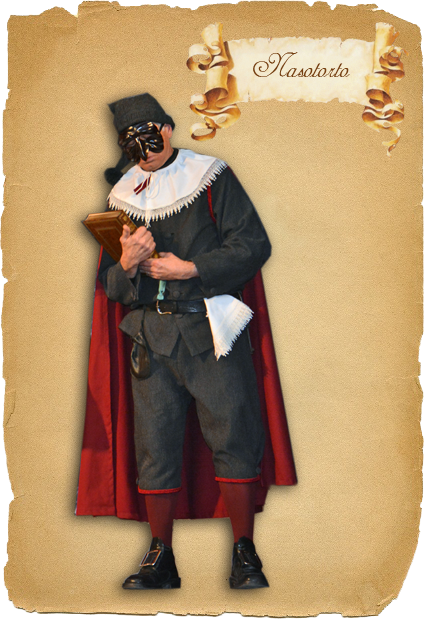
Nasotorto
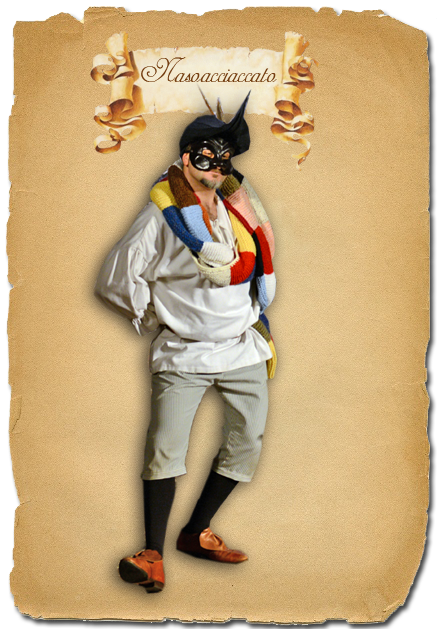
Nasoacciaccato
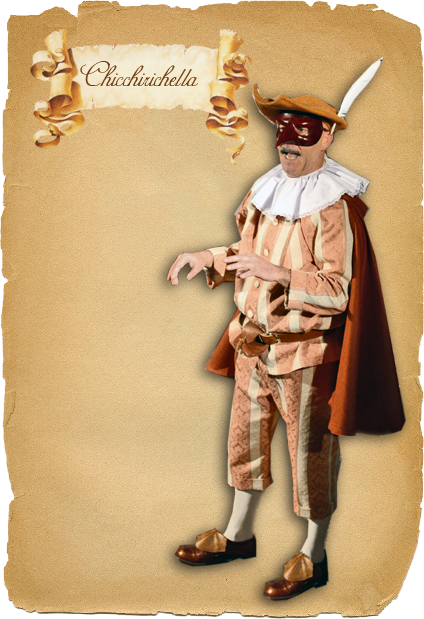
Chicchirichella
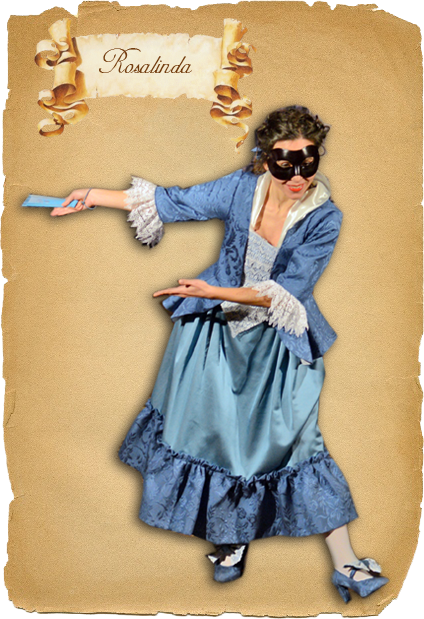
Rosalinda

### Valle d'Aosta
In Valle d'Aosta le più note maschere sono quelle del carnevale della Combe Froide: le Landzette, tipiche della Valpelline e della Valle del Gran San Bernardo. Esse mettono in ridicolo la divisa delle truppe napoleoniche, che seminarono il terrore al loro passaggio nel maggio del 1800. Secondo un'altra tradizione, invece, i costumi furono inventati per festeggiare due abitanti del villaggio non più giovani che avevano deciso di sposarsi: Lo toc e La tocca. Della Bènda (il corteo del carnevale, composto dai gruppi mascherati detti patoille) fanno parte anche l'Orso e l'Arlecchino, come è tipico nei carnevali alpini.

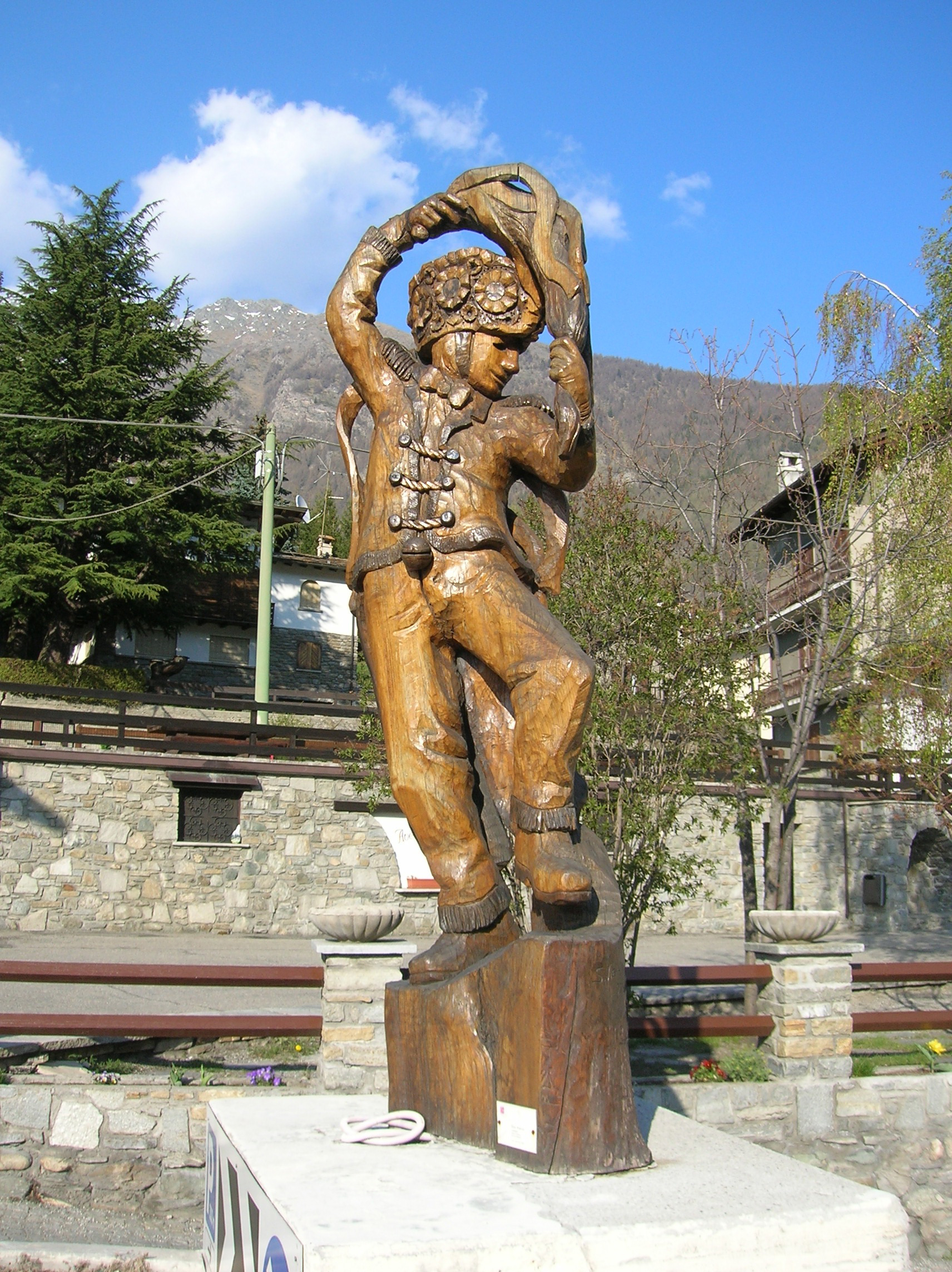
Landzette
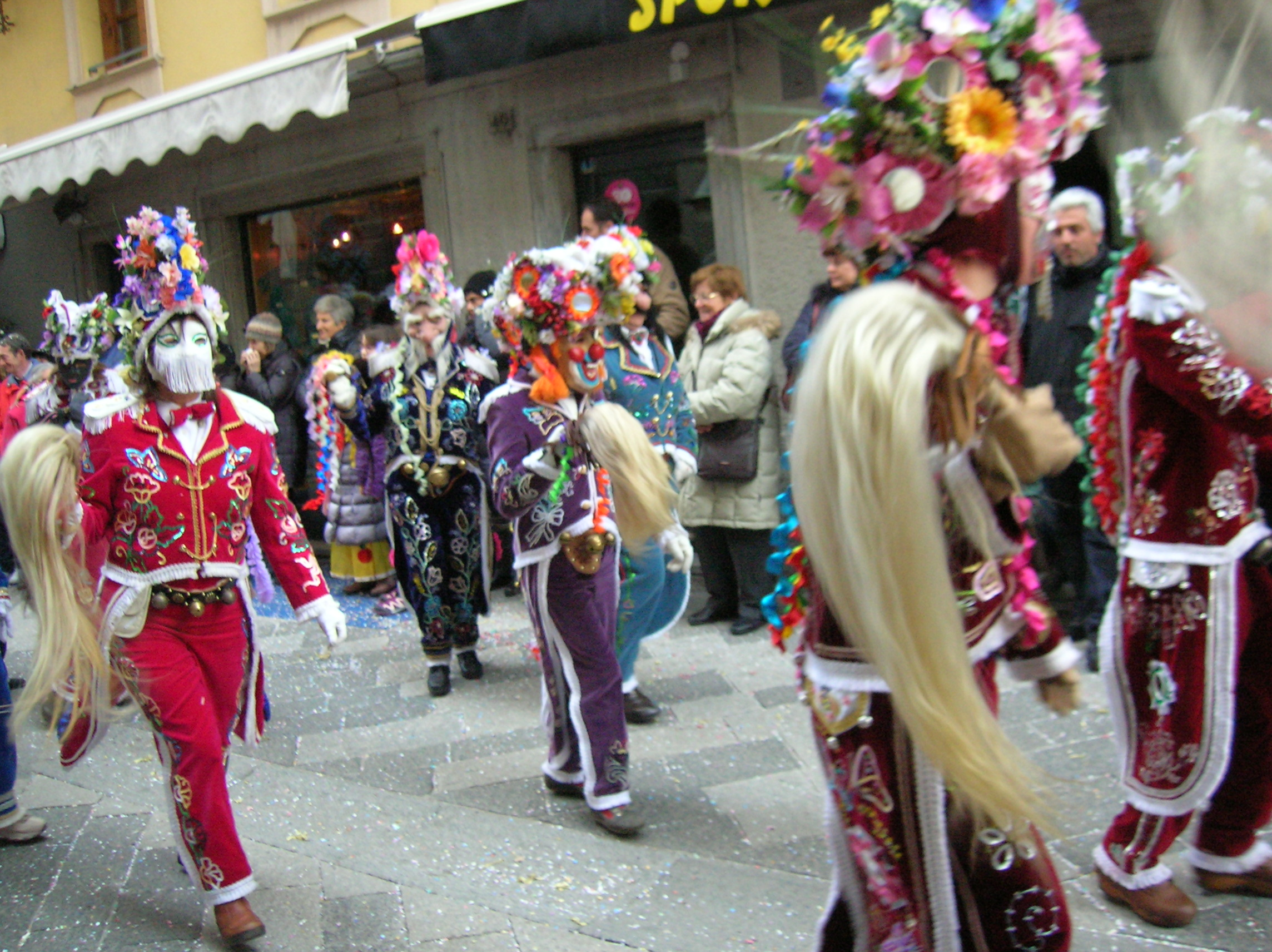
Rievocazione "Carnavals de montagne" nel 2012 ad Aosta

### Veneto
Il Veneto a Venezia, con il suo storico carnevale, noto a livello internazionale, ha maschere celebri, provenienti dalla Commedia dell'arte: Pantalone, sua figlia Rosaura e la furba servetta Colombina; Arlecchino e Brighella, pur provenienti da Bergamo, hanno anche cittadinanza veneziana perché secondo la tradizione lavoravano come servi nel capoluogo veneto.
La bautta, chiamata anche larva, è l'antica maschera facciale che garantisce l'anonimato ai partecipanti al carnevale di Venezia; veniva indossata con in testa un cappello a tricorno e sulle spalle il mantello nero chiamato tabarro.
A Venezia le donne a carnevale indossavano un ovale di velluto nero chiamato “moretta” che veniva tenuta aderente al viso senza l’uso di lacci. Questa maschera era apprezzata dalle donne sia aristocratiche che di condizioni modeste. Il colore nero esaltava il biondo veneziano dei loro capelli. Era particolarmente apprezzata dagli uomini ed è in uno scritto di Giuseppe Boerio (Lendinara 1754 – Venezia 1832) che vi troviamo la ragione: “La moretta è attaccata alla faccia tenendo in bocca un piccolo bottone che si trova nello spazio dove dovrebbe esserci la bocca.” La dama, quando voleva indossare la maschera della “moretta”, restava quindi completamente muta.
Una maschera caratteristica del carnevale veneziano è il mattasin, il mattacino, che è una specie di pagliaccio con abito bianco o multicolore, leggero e corto, con in testa un cappello piumato. I mattacini a Venezia erano famosi per il lancio di "ovi profumai" (uova profumate) che lanciavano con le frombole. L'usanza era così frequente che, intorno a questi personaggi, si generò un vero e proprio mercato: a centinaia erano i venditori ambulanti di queste uova odorose che venivano lanciate verso balconi occupati da amici, conoscenti e da fanciulle innamorate
Tipiche del Carnevale di Verona sono invece Fracanapa, Mastro Sogar e Papà del Gnoco.
Nelle Alpi venete sono diffuse maschere tipiche dei carnevali alpini: la Zinghenésta (che indica anche la festa stessa), il matazin detto anche matacinc o matel, il lakè,  il roncer, il puster, i pajazi, i ber, gli spazzacamini, i brutti e i belli. Di Sappada (ora in Friuli V. G.) è il Ròllate.

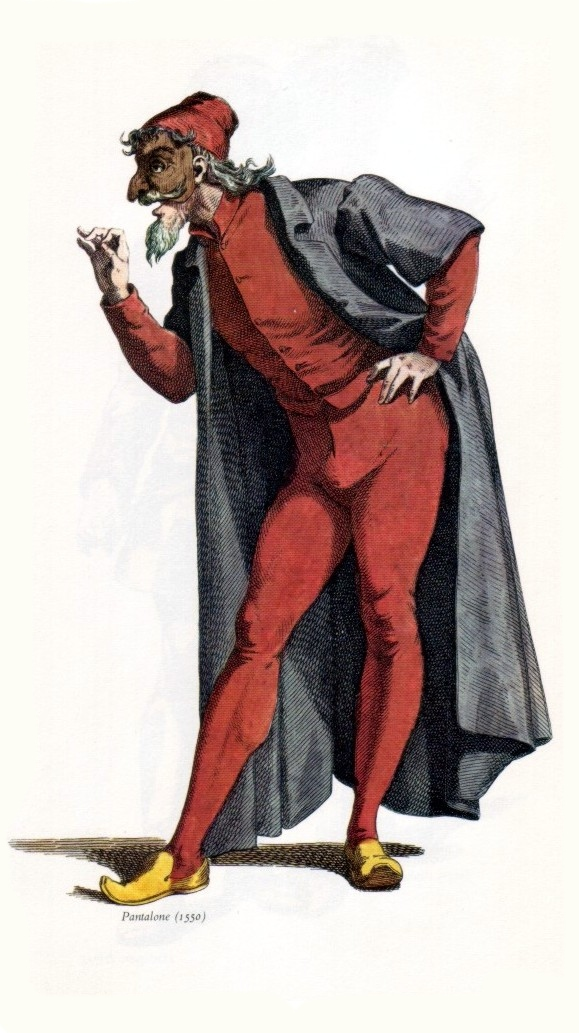
Pantalone
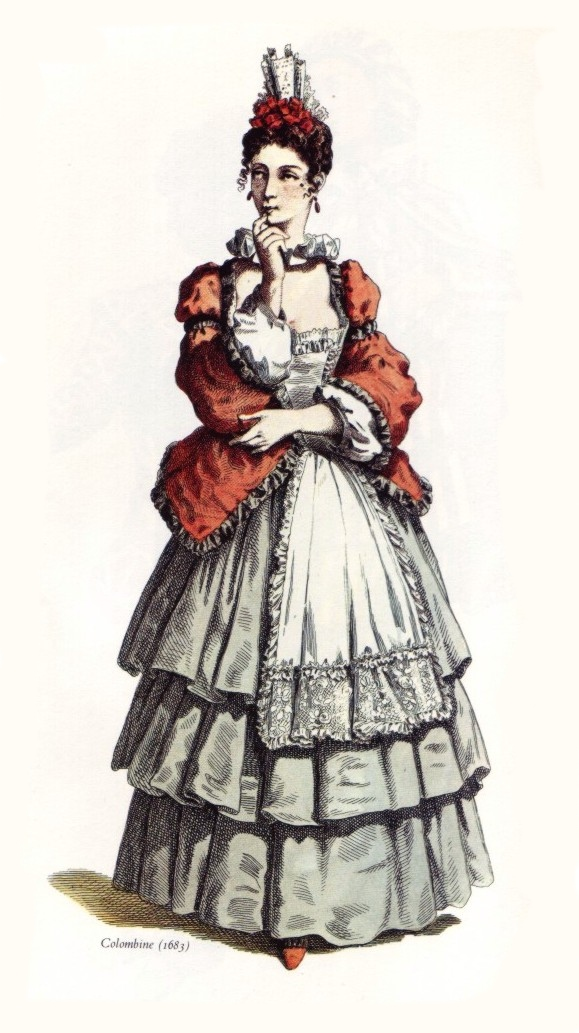
Colombina
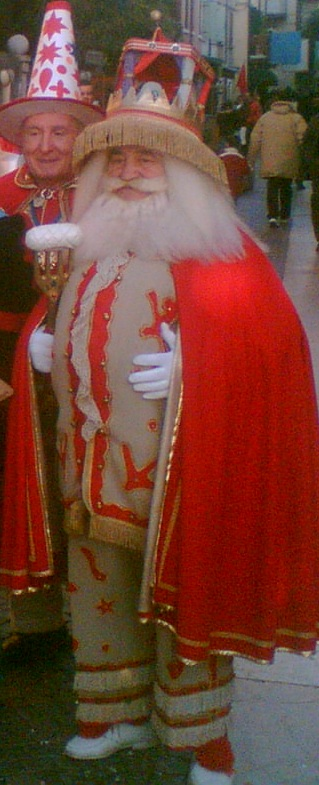
Papà del Gnoco
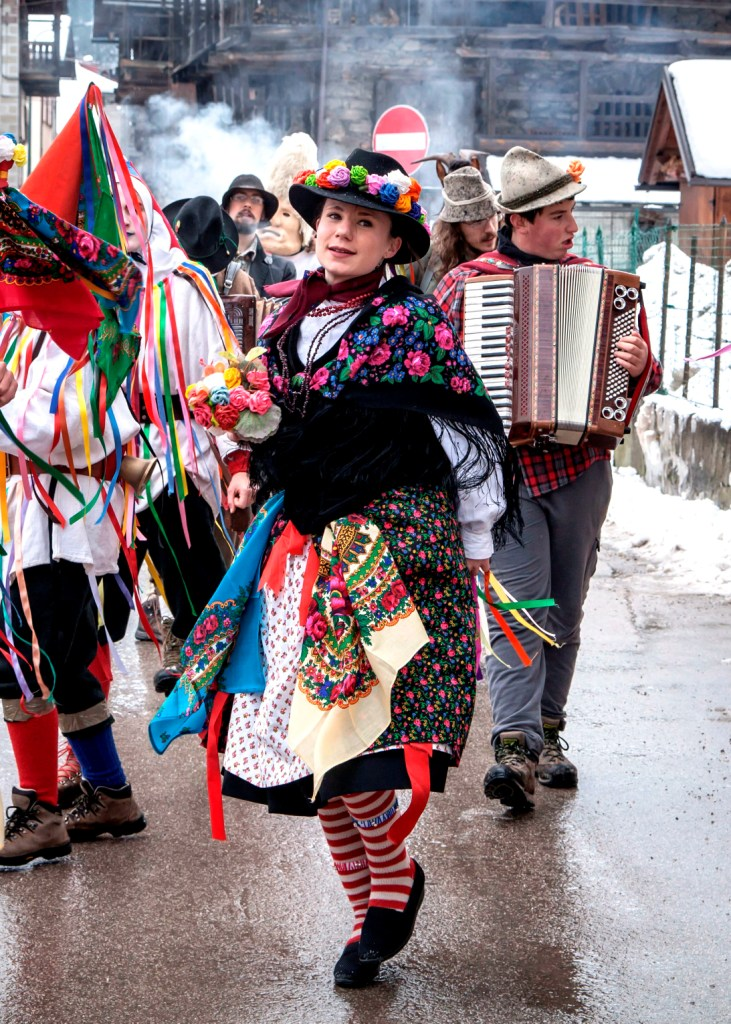
Žinghenésta
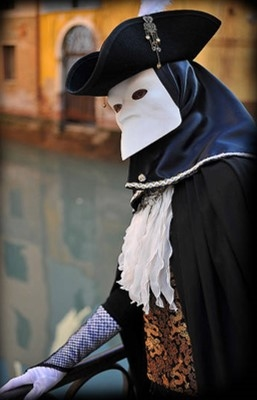
La bautta
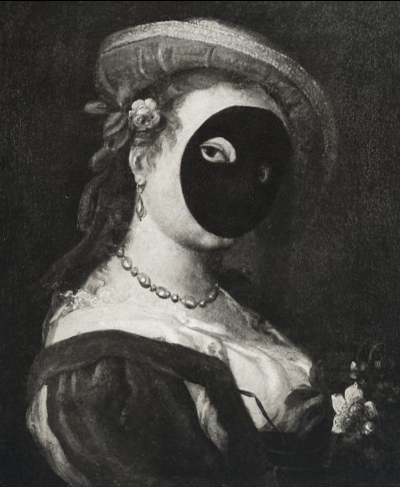
La moretta
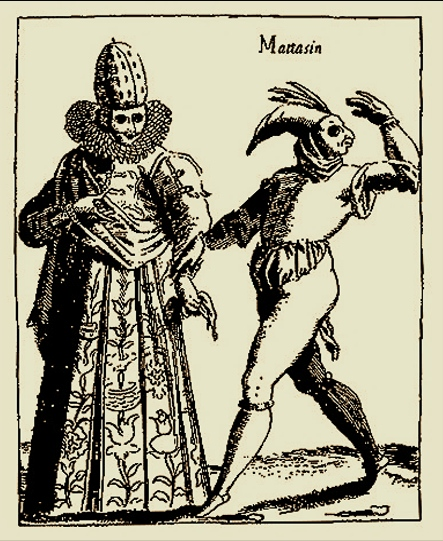
Il mattasin